# Liste des églises du Gard
La liste des églises du Gard recense de manière exhaustive les églises situées dans le département français du Gard. Il est fait état des diverses protections dont elles peuvent bénéficier, et notamment les inscriptions et classements au titre des monuments historiques.
Toutes sont situées dans le diocèse de Nîmes.

## Statistiques

### Nombres
Le département du Gard comprend 351 communes au 1er janvier 2020.
Depuis 2018, le diocèse de Nîmes compte 403 paroisses.

## Classement
Le classement ci-après se fait par commune selon l'ordre alphabétique.
Il est fait état des diverses protections dont elles peuvent bénéficier, et notamment les inscriptions et classements au titre des monuments historiques.

## Liste

### Église catholique
La liste suivante recense les églises catholiques du Gard, en incluant les collégiales et les cathédrales. 
| Église                                                                                     | Commune                             | Adresse                                                          | Coordonnées                      | Notice         | Protection | Date                                            | Illustration |
| ------------------------------------------------------------------------------------------ | ----------------------------------- | ---------------------------------------------------------------- | -------------------------------- | -------------- | --- | ----------------------------------------------- | --- |
| Église Notre-Dame de Gattigues                                                             | Aigaliers                           |                                                                  | 44° 03′ 02″ nord, 4° 19′ 22″ est |                | |                                                 | Église Notre-Dame de Gattigues |
| Église du Bourdiguet                                                                       | Aigaliers                           |                                                                  | 44° 04′ 28″ nord, 4° 18′ 17″ est |                | |                                                 | Image manquante Téléverser |
| Église Notre-Dame-des-Sablons d'Aigues-Mortes                                              | Aigues-Mortes                       |                                                                  | 43° 34′ 01″ nord, 4° 11′ 26″ est | « PA00102940 » | Inscrit MH L'église ; Classé MH L'élément d'autel gallo-romain se trouvant dans l'emmarchement du chœur de l'église                                                                                      | 1949 ; 1990                                     | Église Notre-Dame-des-Sablons d'Aigues-Mortes |
| Église Saint-Pierre d'Aigues-Vives                                                         | Aigues-Mortes                       |                                                                  | 43° 44′ 21″ nord, 4° 10′ 48″ est |                | |                                                 | Image manquante Téléverser |
| Église Saint-Pierre d'Aigues-Vives                                                         | Aigues-Vives                        |                                                                  | 43° 44′ 21″ nord, 4° 10′ 48″ est |                | |                                                 | Image manquante Téléverser |
| Église Saint-Roch d'Aiguèze                                                                | Aiguèze                             |                                                                  | 44° 18′ 10″ nord, 4° 33′ 25″ est | « PA00125479 » | Inscrit MH | 1993                                            | Église Saint-Roch d'Aiguèze |
| Église Saint-Saturnin d'Aimargues                                                          | Aimargues                           |                                                                  | 43° 39′ 57″ nord, 4° 12′ 09″ est |                | |                                                 | Église Saint-Saturnin d'Aimargues |
| Église Sainte-Croix d'Aimargues                                                            | Aimargues                           |                                                                  | 43° 41′ 06″ nord, 4° 12′ 34″ est |                | |                                                 | Église Sainte-Croix d'Aimargues |
| Cathédrale Saint-Jean-Baptiste d'Alès                                                      | Alès                                |                                                                  | 44° 07′ 25″ nord, 4° 04′ 36″ est | « PA00102948 » | Classé MH | 1914                                            | Cathédrale Saint-Jean-Baptiste d'Alès |
| Église Sainte-Bernadette d'Alès                                                            | Alès                                | Route d'Uzès                                                     | 44° 06′ 50″ nord, 4° 06′ 16″ est |                | |                                                 | Image manquante Téléverser |
| Église Saint-Éloi de Tamaris                                                               | Alès                                | Rue Jean Roupain                                                 | 44° 08′ 51″ nord, 4° 04′ 54″ est |                | |                                                 | Église Saint-Éloi de Tamaris |
| Église Saint-Joseph d'Alès                                                                 | Alès                                | Place Henri Barbusse                                             | 44° 07′ 27″ nord, 4° 04′ 50″ est |                | |                                                 | Église Saint-Joseph d'Alès |
| Église Notre-Dame-des-Clés de Clavières                                                    | Alès                                | Rue Parmentier                                                   | 44° 08′ 13″ nord, 4° 05′ 40″ est |                | |                                                 | Image manquante Téléverser |
| Église Notre-Dame-de-l'Assomption de Rochebelle                                            | Alès                                | Place Notre-Dame de Rochebelle                                   | 44° 07′ 25″ nord, 4° 04′ 14″ est |                | |                                                 | Église Notre-Dame-de-l'Assomption de Rochebelle |
| Église des Cordeliers d'Alès                                                               | Alès                                | Place de l'Hôtel de Ville. Devenu Office du Tourisme de la ville | 44° 07′ 30″ nord, 4° 04′ 37″ est |                | |                                                 | Église des Cordeliers d'Alès |
| Église Saint-Vincent-de-Paul d'Alès                                                        | Alès                                | Rue Marcel Paul, aux Près-Saint-Jean                             | à géolocaliser                   |                | |                                                 | Image manquante Téléverser |
| Ermitage Saint-Julien-des-Causses                                                          | Alès                                | Sur la colline de l'Ermitage                                     | à géolocaliser                   |                | |                                                 | Image manquante Téléverser |
| Église Saint-Félix-Saint-Saturnin de Boisson                                               | Allègre-les-Fumades                 |                                                                  | 44° 12′ 29″ nord, 4° 15′ 30″ est |                | |                                                 | Église Saint-Félix-Saint-Saturnin de Boisson |
| Église Saint-Privat d'Allègre-les-Fumades                                                  | Allègre-les-Fumades                 |                                                                  | 44° 11′ 16″ nord, 4° 13′ 40″ est |                | |                                                 | Image manquante Téléverser |
| Église Saint-Martin d'Alzon                                                                | Alzon                               |                                                                  | 43° 57′ 58″ nord, 3° 26′ 22″ est |                | |                                                 | Église Saint-Martin d'Alzon |
| Église Saint-Étienne d'Anduze                                                              | Anduze                              |                                                                  | 44° 03′ 20″ nord, 3° 59′ 06″ est |                | |                                                 | Église Saint-Étienne d'Anduze |
| Église Saint-Pancrace d'Aramon                                                             | Aramon                              |                                                                  | 43° 53′ 23″ nord, 4° 40′ 51″ est | « PA00102957 » | Inscrit MH | 2007                                            | Église Saint-Pancrace d'Aramon |
| Église Notre-Dame-de-l'Assomption d'Argilliers                                             | Argilliers                          |                                                                  | 43° 58′ 46″ nord, 4° 29′ 43″ est |                | |                                                 | Église Notre-Dame-de-l'Assomption d'Argilliers |
| Église Saint-Christophe d'Arpaillargues-et-Aureillac                                       | Arpaillargues-et-Aureillac          |                                                                  | 44° 00′ 01″ nord, 4° 22′ 22″ est |                | |                                                 | Église Saint-Christophe d'Arpaillargues-et-Aureillac |
| Église fortifiée Saint-Pierre d'Aureillac                                                  | Arpaillargues-et-Aureillac          |                                                                  | 44° 00′ 01″ nord, 4° 22′ 22″ est |                | |                                                 | Église fortifiée Saint-Pierre d'Aureillac |
| Église Saint-Blaise d'Arre                                                                 | Arre                                |                                                                  | 43° 57′ 59″ nord, 3° 31′ 07″ est |                | |                                                 | Église Saint-Blaise d'Arre |
| Église Notre-Dame d'Arre                                                                   | Arre                                |                                                                  | à géolocaliser                   |                | |                                                 | Image manquante Téléverser |
| Église Saint-Genest d'Arrigas                                                              | Arrigas                             |                                                                  | 43° 59′ 21″ nord, 3° 28′ 50″ est |                | |                                                 | Image manquante Téléverser |
| Église Saint-Pierre d'Aspères                                                              | Aspères                             |                                                                  | 43° 48′ 31″ nord, 4° 02′ 25″ est |                | |                                                 | Église Saint-Pierre d'Aspères |
| Église Notre-Dame-et-Saints-Nazaire-et-Celse d'Aubais                                      | Aubais                              |                                                                  | 43° 45′ 17″ nord, 4° 08′ 49″ est |                | |                                                 | Église Notre-Dame-et-Saints-Nazaire-et-Celse d'Aubais |
| Église Saint-Martin d'Aubord                                                               | Aubord                              |                                                                  | 43° 45′ 25″ nord, 4° 18′ 42″ est |                | |                                                 | Église Saint-Martin d'Aubord |
| Église Saint-Pierre d'Aubussargues                                                         | Aubussargues                        |                                                                  | 44° 00′ 25″ nord, 4° 19′ 28″ est |                | |                                                 | Image manquante Téléverser |
| Église Saint-Martin d'Aujac                                                                | Aujac                               |                                                                  | 44° 20′ 53″ nord, 4° 00′ 51″ est | « PA00102964 » | Inscrit MH | 1949                                            | Église Saint-Martin d'Aujac |
| Église Saint-Martin d'Aujargues                                                            | Aujargues                           |                                                                  | 43° 47′ 20″ nord, 4° 07′ 22″ est | « PA00102965 » | Inscrit MH | 1984                                            | Église Saint-Martin d'Aujargues |
| Église Saint-Martin d'Aulas                                                                | Aulas                               |                                                                  | 44° 00′ 00″ nord, 3° 35′ 08″ est |                | |                                                 | Église Saint-Martin d'Aulas |
| Église Saint-Hilaire d'Aumessas                                                            | Aumessas                            |                                                                  | 43° 59′ 29″ nord, 3° 30′ 05″ est |                | |                                                 | Image manquante Téléverser |
| Église Notre-Dame d'Avèze                                                                  | Avèze                               |                                                                  | 43° 58′ 31″ nord, 3° 34′ 33″ est |                | |                                                 | Image manquante Téléverser |
| Église Saint-Saturnin de Bagard                                                            | Bagard                              |                                                                  | 44° 04′ 22″ nord, 4° 03′ 03″ est |                | |                                                 | Image manquante Téléverser |
| Église Saint-Jean-Baptiste de Bagnols-sur-Cèze                                             | Bagnols-sur-Cèze                    |                                                                  | 44° 09′ 45″ nord, 4° 37′ 13″ est | « PA30000101 » | Inscrit MH | 2013                                            | Église Saint-Jean-Baptiste de Bagnols-sur-Cèze |
| Église Saint-Laurent de Barjac                                                             | Barjac                              |                                                                  | 44° 18′ 33″ nord, 4° 20′ 52″ est |                | |                                                 | Église Saint-Laurent de Barjac |
| Église Saint-Jean-Baptiste de Baron                                                        | Baron                               |                                                                  | à géolocaliser                   |                | |                                                 | Image manquante Téléverser |
| Église Saint-Baudile de Probiac                                                            | Baron                               |                                                                  | à géolocaliser                   |                | |                                                 | Image manquante Téléverser |
| Collégiale Notre-Dame-des-Pommiers de Beaucaire                                            | Beaucaire                           |                                                                  | 43° 48′ 30″ nord, 4° 38′ 36″ est | « PA00102983 » | Classé MH | 1942                                            | Collégiale Notre-Dame-des-Pommiers de Beaucaire |
| Église Saint-Paul de Beaucaire                                                             | Beaucaire                           |                                                                  | 43° 48′ 23″ nord, 4° 38′ 42″ est | « PA00102984 » | Classé MH | 2005                                            | Église Saint-Paul de Beaucaire |
| Église Saint-Thomas de Beauvoisin                                                          | Beauvoisin                          |                                                                  | 43° 43′ 06″ nord, 4° 19′ 20″ est |                | |                                                 | Image manquante Téléverser |
| Prieuré Saint-Vincent-de-Broussan                                                          | Bellegarde                          |                                                                  | 43° 44′ 18″ nord, 4° 28′ 03″ est | « PA00103024 » | Classé MH Église ; Inscrit MH Parties anciennes des bâtiments | 1984 ; 1984                                     | Prieuré Saint-Vincent-de-Broussan |
| Église Saint-Jean-Baptiste de Bellegarde                                                   | Bellegarde                          |                                                                  | 43° 45′ 35″ nord, 4° 30′ 02″ est |                | |                                                 | Église Saint-Jean-Baptiste de Bellegarde |
| Église Saint-André de Belvézet                                                             | Belvézet                            |                                                                  | 44° 04′ 47″ nord, 4° 22′ 18″ est |                | |                                                 | Image manquante Téléverser |
| Ancienne Église Saint-André de Belvézet                                                    | Belvézet                            |                                                                  | 44° 04′ 47″ nord, 4° 22′ 19″ est | « PA30000029 » | Inscrit MH | 2000                                            | Ancienne Église Saint-André de Belvézet |
| Église Saint-André de Bernis                                                               | Bernis                              |                                                                  | 43° 46′ 01″ nord, 4° 17′ 19″ est | « PA00103025 » | Inscrit MH | 2006                                            | Église Saint-André de Bernis |
| Église de l'Immaculée-Conception de Bessèges                                               | Bessèges                            |                                                                  | 44° 17′ 33″ nord, 4° 05′ 47″ est |                | |                                                 | Église de l'Immaculée-Conception de Bessèges |
| Église Saint-Martin de Bez                                                                 | Bez-et-Esparon                      |                                                                  | 43° 58′ 20″ nord, 3° 31′ 50″ est |                | |                                                 | Image manquante Téléverser |
| Ancien prieuré de Bez                                                                      | Bez-et-Esparon                      | derrière l'église Saint-Martin de Bez                            | à géolocaliser                   |                | |                                                 | Image manquante Téléverser |
| Église Saint-André de Bezouce                                                              | Bezouce                             |                                                                  | 43° 52′ 49″ nord, 4° 29′ 28″ est |                | |                                                 | Église Saint-André de Bezouce |
| Église Saint-Baudile de Blandas                                                            | Blandas                             |                                                                  | 43° 54′ 43″ nord, 3° 30′ 45″ est |                | |                                                 | Image manquante Téléverser |
| Église Notre-Dame de Blauzac                                                               | Blauzac                             |                                                                  | 43° 57′ 56″ nord, 4° 22′ 11″ est |                | |                                                 | Église Notre-Dame de Blauzac |
| Église Saint-Saturnin de Boisset-et-Gaujac                                                 | Boisset-et-Gaujac                   |                                                                  | à géolocaliser                   |                | |                                                 | Image manquante Téléverser |
| Église et Prieuré Notre-Dame du Colombier de Gaujac                                        | Boisset-et-Gaujac                   | Lieu-dit Gaujac                                                  | à géolocaliser                   |                | Inscrit MH L'église du 12e siècle, le prieuré du 18e siècle attenant au nord | 1998                                            | Image manquante Téléverser |
| Église Saint-Théodorit de Bonnevaux                                                        | Bonnevaux                           |                                                                  | 44° 22′ 03″ nord, 4° 01′ 48″ est |                | |                                                 | Église Saint-Théodorit de Bonnevaux |
| Église Saint-Joseph de Bordezac                                                            | Bordezac                            |                                                                  | 44° 18′ 53″ nord, 4° 04′ 39″ est |                | |                                                 | Image manquante Téléverser |
| Église Notre-Dame-de-la-Nativité de Boucoiran-et-Nozières                                  | Boucoiran-et-Nozières               |                                                                  | 43° 59′ 43″ nord, 4° 11′ 03″ est |                | |                                                 | Image manquante Téléverser |
| Église Saint-Félix de Bouillargues                                                         | Bouillargues                        |                                                                  | 43° 47′ 57″ nord, 4° 25′ 42″ est |                | |                                                 | Image manquante Téléverser |
| Église Saint-Martin de Bouquet                                                             | Bouquet                             |                                                                  | 44° 09′ 47″ nord, 4° 16′ 57″ est |                | |                                                 | Église Saint-Martin de Bouquet |
| Église Saint-Jean-Baptiste de Bourdic                                                      | Bourdic                             |                                                                  | 43° 58′ 59″ nord, 4° 19′ 58″ est |                | |                                                 | Église Saint-Jean-Baptiste de Bourdic |
| Église Saint-Pierre de Blannaves                                                           | Branoux-les-Taillades               |                                                                  | 44° 14′ 12″ nord, 3° 58′ 19″ est | « PA00103027 » | Inscrit MH | 1949                                            | Église Saint-Pierre de Blannaves |
| Église Sainte-Marie-Madeleine de Bréau-et-Salagosse                                        | Bréau-Mars                          |                                                                  | 43° 59′ 21″ nord, 3° 34′ 21″ est |                | |                                                 | Image manquante Téléverser |
| Église Saint-Paul de Brignon                                                               | Brignon                             |                                                                  | 43° 59′ 20″ nord, 4° 13′ 00″ est |                | |                                                 | Église Saint-Paul de Brignon |
| Église Saint-Simon de Brouzet-lès-Alès                                                     | Brouzet-lès-Alès                    |                                                                  | 44° 08′ 11″ nord, 4° 14′ 42″ est |                | |                                                 | Image manquante Téléverser |
| Église Saint-Vincent de Brouzet-lès-Quissac                                                | Brouzet-lès-Quissac                 |                                                                  | 43° 51′ 43″ nord, 3° 59′ 23″ est |                | |                                                 | Image manquante Téléverser |
| Église Saint-Jean-Baptiste de Cabrières                                                    | Cabrières                           |                                                                  | 43° 54′ 17″ nord, 4° 28′ 21″ est |                | |                                                 | Église Saint-Jean-Baptiste de Cabrières |
| Église Notre-Dame de Caissargues                                                           | Caissargues                         |                                                                  | 43° 47′ 51″ nord, 4° 23′ 33″ est |                | |                                                 | Image manquante Téléverser |
| Église Saint-Saturnin de Calvisson                                                         | Calvisson                           |                                                                  | 43° 47′ 09″ nord, 4° 11′ 38″ est | « PA00103030 » | Inscrit MH | 1949                                            | Église Saint-Saturnin de Calvisson |
| Église Saint-Jean-Baptiste de Campestre                                                    | Campestre-et-Luc                    |                                                                  | 43° 57′ 15″ nord, 3° 25′ 11″ est |                | |                                                 | Image manquante Téléverser |
| Église Saint-Jean-Baptiste de Carnas                                                       | Carnas                              |                                                                  | 43° 49′ 54″ nord, 3° 59′ 16″ est |                | |                                                 | Image manquante Téléverser |
| Église Notre-Dame de Carsan                                                                | Carsan                              |                                                                  | 44° 14′ 16″ nord, 4° 35′ 37″ est | « PA00103033 » | Inscrit MH | 1976                                            | Église Notre-Dame de Carsan |
| Église Saint-Martin de Cassagnoles                                                         | Cassagnoles                         |                                                                  | 44° 01′ 23″ nord, 4° 07′ 52″ est |                | |                                                 | Image manquante Téléverser |
| Église Saint-Christophe de Castillon-du-Gard                                               | Castillon-du-Gard                   |                                                                  | 43° 58′ 14″ nord, 4° 33′ 16″ est |                | |                                                 | Église Saint-Christophe de Castillon-du-Gard |
| Église Saint-Adrien de Caveirac                                                            | Caveirac                            |                                                                  | 43° 49′ 33″ nord, 4° 15′ 42″ est | « PA00103040 » | Inscrit MH Portail | 1972                                            | Église Saint-Adrien de Caveirac |
| Ermitage Notre-Dame-du-Saint-Sépulcre                                                      | Cavillargues                        |                                                                  | 44° 07′ 21″ nord, 4° 32′ 04″ est | « PA00103041 » | Inscrit MH Ancienne chapelle, à l'exclusion de la partie du 19e siècle | 1981                                            | Ermitage Notre-Dame-du-Saint-Sépulcre |
| Église Saint-Pierre de Cavillargues                                                        | Cavillargues                        |                                                                  | 44° 06′ 49″ nord, 4° 31′ 23″ est |                | |                                                 | Image manquante Téléverser |
| Abbatiale Saint-Martin de Cendras                                                          | Cendras                             |                                                                  | 4° 03′ 15″ nord, 4° 03′ 15″ est  | « PA00103042 » | Inscrit MH | 1971                                            | Image manquante Téléverser |
| Église du Puech                                                                            | Cendras                             |                                                                  | 44° 09′ 03″ nord, 4° 03′ 18″ est |                | |                                                 | Image manquante Téléverser |
| Église Notre-Dame de Chambon                                                               | Chambon                             |                                                                  | 44° 18′ 09″ nord, 4° 01′ 08″ est |                | |                                                 | Église Notre-Dame de Chambon |
| Église Notre-Dame-de-la-Nativité de Chamborigaud                                           | Chamborigaud                        |                                                                  | 44° 18′ 22″ nord, 3° 58′ 13″ est |                | |                                                 | Église Notre-Dame-de-la-Nativité de Chamborigaud |
| Église Saint-Julien de Chusclan                                                            | Chusclan                            |                                                                  | 44° 08′ 56″ nord, 4° 41′ 02″ est |                | |                                                 | Église Saint-Julien de Chusclan |
| Église Saint-André de Clarensac                                                            | Clarensac                           |                                                                  | 43° 49′ 35″ nord, 4° 13′ 07″ est |                | |                                                 | Église Saint-André de Clarensac |
| Église Saint-André de Codognan                                                             | Codognan                            |                                                                  | 43° 43′ 57″ nord, 4° 13′ 13″ est |                | |                                                 | Église Saint-André de Codognan |
| Église Saint-Michel de Codolet                                                             | Codolet                             |                                                                  | 44° 07′ 34″ nord, 4° 42′ 06″ est |                | |                                                 | Église Saint-Michel de Codolet |
| Église Saint-Vincent de Collias                                                            | Collias                             |                                                                  | 43° 57′ 12″ nord, 4° 28′ 37″ est |                | |                                                 | Image manquante Téléverser |
| Église Saint-Brice de Combas                                                               | Combas                              |                                                                  | 43° 51′ 15″ nord, 4° 06′ 45″ est |                | |                                                 | Église Saint-Brice de Combas |
| Église Saint-Étienne de Comps                                                              | Comps                               |                                                                  | 43° 51′ 12″ nord, 4° 36′ 20″ est |                | |                                                 | Église Saint-Étienne de Comps |
| Église Saint-Étienne de Concoules                                                          | Concoules                           |                                                                  | 44° 22′ 49″ nord, 3° 56′ 19″ est | « PA00103048 » | Inscrit MH Façade Ouest et travée attenante de la nef | 1949                                            | Église Saint-Étienne de Concoules |
| Église Notre-Dame-et-Saint-André de Congénies                                              | Congénies                           |                                                                  | 43° 46′ 39″ nord, 4° 09′ 37″ est | « PA00103049 » | Inscrit MH | 1949                                            | Église Notre-Dame-et-Saint-André de Congénies |
| Église Saint-Benoît de Connaux                                                             | Connaux                             |                                                                  | 44° 05′ 32″ nord, 4° 35′ 41″ est |                | |                                                 | Église Saint-Benoît de Connaux |
| Église Saint-André de Conqueyrac                                                           | Conqueyrac                          |                                                                  | 43° 57′ 08″ nord, 3° 54′ 29″ est | « PA00103050 » | Inscrit MH | 1973                                            | Église Saint-André de Conqueyrac |
| Église Notre-Dame de la Gardiole                                                           | Conqueyrac                          |                                                                  | 43° 56′ 35″ nord, 3° 53′ 54″ est |                | |                                                 | Image manquante Téléverser |
| Église Saint-Étienne de Corconne                                                           | Corconne                            |                                                                  | 43° 52′ 19″ nord, 3° 56′ 26″ est |                | |                                                 | Image manquante Téléverser |
| Église Saint-Pierre de Cornillon                                                           | Cornillon                           |                                                                  | 44° 13′ 29″ nord, 4° 29′ 17″ est |                | |                                                 | Église Saint-Pierre de Cornillon |
| Église de la Nativité-de-Marie de Courry                                                   | Courry                              |                                                                  | 44° 17′ 51″ nord, 4° 09′ 27″ est | « PA00103051 » | Inscrit MH Façades et toitures ; abside | 1982                                            | Église de la Nativité-de-Marie de Courry |
| Église Saint-Vincent de Vielle                                                             | Crespian                            |                                                                  | 43° 52′ 51″ nord, 4° 06′ 03″ est |                | |                                                 | Église Saint-Vincent de Vielle |
| Église Saint-Vincent de Cros                                                               | Cros                                |                                                                  | 43° 59′ 14″ nord, 3° 50′ 14″ est | « PA00103052 » | Inscrit MH | 1961                                            | Église Saint-Vincent de Cros |
| Église Saint-Pierre de Dions                                                               | Dions                               |                                                                  | 43° 55′ 55″ nord, 4° 17′ 48″ est |                | |                                                 | Église Saint-Pierre de Dions |
| Église Notre-Dame-de-l'Assomption de Domazan                                               | Domazan                             |                                                                  | 43° 55′ 48″ nord, 4° 39′ 02″ est |                | |                                                 | Église Notre-Dame-de-l'Assomption de Domazan |
| Église Saint-Étienne de Domessargues                                                       | Domessargues                        |                                                                  | 43° 58′ 38″ nord, 4° 10′ 07″ est | « PA00103053 » | Inscrit MH | 1971                                            | Image manquante Téléverser |
| Église Notre-Dame de Dourbies                                                              | Dourbies                            |                                                                  | 44° 03′ 53″ nord, 3° 26′ 45″ est |                | |                                                 | Église Notre-Dame de Dourbies |
| Église de Saint-Martin de Sossenac                                                         | Durfort-et-Saint-Martin-de-Sossenac |                                                                  | 44° 00′ 03″ nord, 3° 57′ 45″ est |                | |                                                 | Église de Saint-Martin de Sossenac |
| Église de Saint-Gérard d'Estézargues                                                       | Estézargues                         |                                                                  | 43° 56′ 25″ nord, 4° 38′ 13″ est |                | |                                                 | Église de Saint-Gérard d'Estézargues |
| Église Saint-Martin d'Euzet                                                                | Euzet                               |                                                                  | 44° 04′ 30″ nord, 4° 14′ 03″ est |                | |                                                 | Image manquante Téléverser |
| Église Saint-Pierre de Flaux                                                               | Flaux                               |                                                                  | 44° 01′ 15″ nord, 4° 30′ 13″ est |                | |                                                 | Image manquante Téléverser |
| Église Saint-Saturnin de Fons                                                              | Fons                                |                                                                  | 43° 54′ 27″ nord, 4° 11′ 40″ est |                | |                                                 | Église Saint-Saturnin de Fons |
| Église Saint-Étienne de Fons-sur-Lussan                                                    | Fons-sur-Lussan                     |                                                                  | 44° 11′ 09″ nord, 4° 19′ 44″ est |                | |                                                 | Image manquante Téléverser |
| Église Saint-Étienne de Fons-sur-Lussan                                                    | Fons-sur-Lussan                     |                                                                  | 44° 11′ 09″ nord, 4° 19′ 44″ est |                | |                                                 | Image manquante Téléverser |
| Église Saint-Martin de Fontanès                                                            | Fontanès                            |                                                                  | 4° 05′ 17″ nord, 4° 05′ 17″ est  |                | |                                                 | Image manquante Téléverser |
| Sanctuaire de Notre-Dame de Prime-Combe                                                    | Fontanès                            |                                                                  | à géolocaliser                   |                | |                                                 | Image manquante Téléverser |
| Église Notre-Dame-de-l'Assomption de Fontarèches                                           | Fontarèches                         |                                                                  | 44° 06′ 29″ nord, 4° 26′ 14″ est |                | |                                                 | Église Notre-Dame-de-l'Assomption de Fontarèches |
| Église Saint-Pierre de Fournès                                                             | Fournès                             |                                                                  | 43° 55′ 44″ nord, 4° 36′ 05″ est |                | |                                                 | Église Saint-Pierre de Fournès |
| Église Saint-Sixte et Saint-Martin de Fourques                                             | Fourques                            |                                                                  | 43° 41′ 37″ nord, 4° 36′ 43″ est |                | |                                                 | Église Saint-Sixte et Saint-Martin de Fourques |
| Église de Fressac                                                                          | Fressac                             |                                                                  | à géolocaliser                   |                | |                                                 | Image manquante Téléverser |
| Église Saint-François-de-Sales de Gagnières                                                | Gagnières                           |                                                                  | 44° 18′ 21″ nord, 4° 07′ 45″ est |                | |                                                 | Image manquante Téléverser |
| Église Saint-Privat de Gailhan                                                             | Gailhan                             |                                                                  | 43° 50′ 37″ nord, 4° 01′ 57″ est |                | |                                                 | Église Saint-Privat de Gailhan |
| Église Notre-Dame de Gajan                                                                 | Gajan                               |                                                                  | 43° 53′ 49″ nord, 4° 12′ 59″ est |                | |                                                 | Église Notre-Dame de Gajan |
| Église Saint-Martin de Gallargues-le-Montueux                                              | Gallargues-le-Montueux              |                                                                  | 43° 43′ 18″ nord, 4° 10′ 14″ est | « PA00103056 » | Inscrit MH | 1986                                            | Église Saint-Martin de Gallargues-le-Montueux |
| Église Saint-Étienne de Garons                                                             | Garons                              |                                                                  | 43° 46′ 11″ nord, 4° 25′ 29″ est |                | |                                                 | Image manquante Téléverser |
| Église Saint-Michel-et-Sainte-Eulalie de Garrigues                                         | Garrigues-Sainte-Eulalie            |                                                                  | 43° 59′ 39″ nord, 4° 19′ 00″ est |                | |                                                 | Église Saint-Michel-et-Sainte-Eulalie de Garrigues |
| Église Saint-Théodorit de Gaujac                                                           | Gaujac                              |                                                                  | 44° 04′ 44″ nord, 4° 34′ 39″ est |                | |                                                 | Image manquante Téléverser |
| Église de l'Immaculée-Conception de Générac                                                | Générac                             |                                                                  | 43° 43′ 02″ nord, 4° 22′ 00″ est |                | |                                                 | Église de l'Immaculée-Conception de Générac |
| Église de Générargues                                                                      | Générargues                         |                                                                  | à géolocaliser                   |                | |                                                 | Image manquante Téléverser |
| Église Saint-Pierre de Génolhac                                                            | Génolhac                            |                                                                  | 44° 17′ 03″ nord, 4° 00′ 23″ est |                | |                                                 | Église Saint-Pierre de Génolhac |
| Église Notre-Dame-et-Saint-Michel de Goudargues                                            | Goudargues                          |                                                                  | 44° 12′ 54″ nord, 4° 28′ 09″ est | « PA00103061 » | Inscrit MH Abside | 1939                                            | Église Notre-Dame-et-Saint-Michel de Goudargues |
| Église Saint-Étienne d'Issirac                                                             | Issirac                             |                                                                  | 44° 16′ 17″ nord, 4° 28′ 52″ est |                | |                                                 | Église Saint-Étienne d'Issirac |
| Église Saint-Michel de Jonquières                                                          | Jonquières-Saint-Vincent            |                                                                  | 43° 49′ 42″ nord, 4° 33′ 47″ est |                | |                                                 | Image manquante Téléverser |
| Église Saint-Vincent de Saint-Vincent (Gard)                                               | Jonquières-Saint-Vincent            |                                                                  | 43° 49′ 50″ nord, 4° 33′ 12″ est |                | |                                                 | Image manquante Téléverser |
| Église Saint-Benoît de Junas                                                               | Junas                               |                                                                  | 43° 46′ 09″ nord, 4° 07′ 26″ est |                | |                                                 | Église Saint-Benoît de Junas |
| Église de Saint-Martin-de-Corconac                                                         | L'Estréchure                        |                                                                  | 44° 06′ 09″ nord, 3° 48′ 01″ est | « PA30000099 » | Inscrit MH | 2012                                            | Église de Saint-Martin-de-Corconac |
| Église Saint-Jean de La Bastide-d'Engras                                                   | La Bastide-d'Engras                 |                                                                  | 44° 05′ 41″ nord, 4° 28′ 41″ est |                | |                                                 | Église Saint-Jean de La Bastide-d'Engras |
| Église Notre-Dame-de-l'Assomption de La Bruguière                                          | La Bruguière                        |                                                                  | 44° 06′ 41″ nord, 4° 24′ 45″ est |                | |                                                 | Église Notre-Dame-de-l'Assomption de La Bruguière |
| Église Saint-Michel de La Cadière-et-Cambo                                                 | La Cadière-et-Cambo                 |                                                                  | 43° 57′ 26″ nord, 3° 48′ 29″ est | « PA00103028 » | Inscrit MH | 1983                                            | Église Saint-Michel de La Cadière-et-Cambo |
| Église Saint-Julien de La Calmette                                                         | La Calmette                         |                                                                  | 43° 55′ 27″ nord, 4° 15′ 52″ est |                | |                                                 | Église Saint-Julien de La Calmette |
| Église Saint-Michel de La Capelle-et-Masmolène                                             | La Capelle-et-Masmolène             |                                                                  | 44° 03′ 05″ nord, 4° 32′ 01″ est |                | |                                                 | Église Saint-Michel de La Capelle-et-Masmolène |
| Église Saint-Pierre-et-Saint-Paul de Masmolène                                             | La Capelle-et-Masmolène             |                                                                  | 44° 03′ 14″ nord, 4° 31′ 35″ est |                | |                                                 | Image manquante Téléverser |
| Église Sainte-Barbe de la Levade                                                           | La Grand-Combe                      |                                                                  | 44° 13′ 57″ nord, 3° 59′ 41″ est |                | |                                                 | Image manquante Téléverser |
| Église Saint-Joseph du Trescol                                                             | La Grand-Combe                      |                                                                  | 44° 13′ 12″ nord, 4° 01′ 07″ est |                | |                                                 | Image manquante Téléverser |
| Église Notre-Dame-de-l'Immaculée-Conception de La Grand-Combe                              | La Grand-Combe                      |                                                                  | 44° 12′ 40″ nord, 4° 01′ 48″ est |                | |                                                 | Église Notre-Dame-de-l'Immaculée-Conception de La Grand-Combe |
| Église Saint-Vincent-de-Paul de Champclauson                                               | La Grand-Combe                      |                                                                  | 44° 14′ 37″ nord, 4° 01′ 22″ est |                | |                                                 | Image manquante Téléverser |
| Église Saint-Laurent de La Roque-sur-Cèze                                                  | La Roque-sur-Cèze                   |                                                                  | 44° 11′ 38″ nord, 4° 31′ 13″ est |                | |                                                 | Église Saint-Laurent de La Roque-sur-Cèze |
| Église Saint-Martin de La Rouvière                                                         | La Rouvière                         |                                                                  | 43° 55′ 53″ nord, 4° 14′ 09″ est |                | |                                                 | Image manquante Téléverser |
| Église Saint-Jean de La Vernarède                                                          | La Vernarède                        |                                                                  | 44° 17′ 21″ nord, 4° 00′ 32″ est |                | |                                                 | Image manquante Téléverser |
| Église Sainte-Cécile de Lamelouze                                                          | Lamelouze                           |                                                                  | 44° 11′ 44″ nord, 3° 57′ 40″ est |                | |                                                 | Image manquante Téléverser |
| Église Saint-Julien-Saint-Jean-Bosco de Langlade                                           | Langlade                            |                                                                  | 43° 48′ 12″ nord, 4° 15′ 07″ est |                | |                                                 | Image manquante Téléverser |
| Église Saint-Laurent de Lanuéjols                                                          | Lanuéjols                           |                                                                  | 44° 07′ 50″ nord, 3° 22′ 53″ est |                | |                                                 | Église Saint-Laurent de Lanuéjols |
| Église Saint-Pierre de Lasalle                                                             | Lasalle                             |                                                                  | 44° 02′ 42″ nord, 3° 51′ 16″ est |                | |                                                 | Église Saint-Pierre de Lasalle |
| Église Notre-Dame-et-Saint-Genest de l'Ardoise                                             | Laudun-l'Ardoise                    |                                                                  | 44° 05′ 56″ nord, 4° 41′ 59″ est |                | |                                                 | Église Notre-Dame-et-Saint-Genest de l'Ardoise |
| Église Notre-Dame-la-Neuve de Laudun-l'Ardoise                                             | Laudun-l'Ardoise                    |                                                                  | 44° 06′ 18″ nord, 4° 39′ 29″ est |                | |                                                 | Église Notre-Dame-la-Neuve de Laudun-l'Ardoise |
| Église Saint-Joseph du Pradel                                                              | Laval-Pradel                        |                                                                  | 44° 13′ 59″ nord, 4° 03′ 34″ est |                | |                                                 | Église Saint-Joseph du Pradel |
| Église Saint-Pierre du Mas-Dieu                                                            | Laval-Pradel                        |                                                                  | 44° 12′ 00″ nord, 4° 04′ 39″ est |                | |                                                 | Église Saint-Pierre du Mas-Dieu |
| Église sanctuaire Notre-Dame de Laval                                                      | Laval-Pradel                        |                                                                  | 44° 12′ 28″ nord, 4° 03′ 53″ est |                | |                                                 | Église sanctuaire Notre-Dame de Laval |
| Église Sainte-Anne de Laval-Saint-Roman                                                    | Laval-Saint-Roman                   |                                                                  | 44° 17′ 56″ nord, 4° 30′ 20″ est |                | |                                                 | Église Sainte-Anne de Laval-Saint-Roman |
| Église Saint-Étienne du Cailar                                                             | Le Cailar                           |                                                                  | 43° 40′ 32″ nord, 4° 14′ 10″ est | « PA00103029 » | Inscrit MH Façade occidentale, y compris le clocher | 1951                                            | Église Saint-Étienne du Cailar |
| Église Notre-Dame du Garn                                                                  | Le Garn                             |                                                                  | 44° 18′ 25″ nord, 4° 28′ 19″ est |                | |                                                 | Église Notre-Dame du Garn |
| Église Notre-Dame du Garn                                                                  | Le Garn                             |                                                                  | 44° 18′ 25″ nord, 4° 28′ 19″ est |                | |                                                 | Église Notre-Dame du Garn |
| Église Saint-Pierre du Grau-du-Roi                                                         | Le Grau-du-Roi                      |                                                                  | 43° 32′ 14″ nord, 4° 08′ 09″ est |                | |                                                 | Église Saint-Pierre du Grau-du-Roi |
| Église Sainte-Barbe du Martinet                                                            | Le Martinet                         |                                                                  | 44° 15′ 05″ nord, 4° 05′ 15″ est |                | |                                                 | Image manquante Téléverser |
| Église Notre-Dame-de-la-Salette du Pin                                                     | Le Pin                              |                                                                  | 44° 05′ 25″ nord, 4° 32′ 27″ est |                | |                                                 | Image manquante Téléverser |
| Église Saint-Pierre du Vigan                                                               | Le Vigan                            |                                                                  | 43° 59′ 27″ nord, 3° 36′ 19″ est |                | |                                                 | Église Saint-Pierre du Vigan |
| Église Saint-Étienne de Lecques                                                            | Lecques                             |                                                                  | 43° 50′ 13″ nord, 4° 03′ 50″ est |                | |                                                 | Église Saint-Étienne de Lecques |
| Église Saint-Cyr-et-Sainte-Julitte de Lédenon                                              | Lédenon                             |                                                                  | 43° 54′ 55″ nord, 4° 30′ 32″ est |                | |                                                 | Église Saint-Cyr-et-Sainte-Julitte de Lédenon |
| Église Saint-Laurent de Lédignan                                                           | Lédignan                            |                                                                  | 43° 59′ 15″ nord, 4° 06′ 23″ est |                | |                                                 | Image manquante Téléverser |
| Église Notre-Dame-de-l'Assomption des Angles                                               | Les Angles                          |                                                                  | 43° 57′ 10″ nord, 4° 46′ 00″ est |                | |                                                 | Église Notre-Dame-de-l'Assomption des Angles |
| Église de l'Épiphanie des Mages                                                            | Les Mages                           |                                                                  | 44° 13′ 38″ nord, 4° 09′ 54″ est |                | |                                                 | Image manquante Téléverser |
| Église Saint-Jean-Baptiste des Plans                                                       | Les Plans                           |                                                                  | 44° 08′ 35″ nord, 4° 12′ 38″ est |                | |                                                 | Image manquante Téléverser |
| Église Saint-Marcel-de-Fontfouilhouse                                                      | Les Plantiers                       |                                                                  | 44° 07′ 28″ nord, 3° 42′ 34″ est | « PA00103157 » | Inscrit MH | 1986                                            | Église Saint-Marcel-de-Fontfouilhouse |
| Église de La Tour                                                                          | Les Salles-du-Gardon                |                                                                  | 44° 10′ 13″ nord, 4° 02′ 56″ est | « PA00103234 » | Inscrit MH | 1963                                            | Image manquante Téléverser |
| Église Saint-Vincent-le-Laboureur dite Saint-Vincent-de-Sarragosse de Les Salles-du-Gardon | Les Salles-du-Gardon                |                                                                  | 44° 12′ 25″ nord, 4° 02′ 09″ est |                | |                                                 | Image manquante Téléverser |
| Église Saint-Pierre-et-Saint-Paul de Lézan                                                 | Lézan                               |                                                                  | 44° 00′ 41″ nord, 4° 03′ 05″ est |                | |                                                 | Église Saint-Pierre-et-Saint-Paul de Lézan |
| Église basse de Lirac                                                                      | Lirac                               |                                                                  | 44° 02′ 13″ nord, 4° 41′ 29″ est | « PA00103327 » | Classé MH Église basse, dite aussi crypte de l'église paroissiale, y compris son décor peint | 1992                                            | Église basse de Lirac |
| Église Saint-Martin de Logrian-Florian                                                     | Logrian-Florian                     |                                                                  | 43° 57′ 23″ nord, 4° 01′ 46″ est |                | |                                                 | Église Saint-Martin de Logrian-Florian |
| Église Saint-Pierre de Lussan                                                              | Lussan                              |                                                                  | 44° 09′ 10″ nord, 4° 21′ 57″ est |                | |                                                 | Image manquante Téléverser |
| Église Saint-Pierre de Malons                                                              | Malons-et-Elze                      |                                                                  | 44° 25′ 04″ nord, 4° 01′ 25″ est | « PA00103070 » | Inscrit MH | 1949                                            | Église Saint-Pierre de Malons |
| Église Saints-Pierre-et-Paul du Frontal                                                    | Malons-et-Elze                      |                                                                  | 44° 23′ 49″ nord, 4° 03′ 35″ est |                | |                                                 | Image manquante Téléverser |
| Église Saint-Grégoire-et-Notre-Dame de Beaulieu                                            | Mandagout                           |                                                                  | 44° 01′ 17″ nord, 3° 37′ 36″ est |                | |                                                 | Église Saint-Grégoire-et-Notre-Dame de Beaulieu |
| Église Saint-Genest de Manduel                                                             | Manduel                             |                                                                  | 43° 49′ 08″ nord, 4° 28′ 24″ est | « PA30000123 » | Inscrit MH | 2016                                            | Église Saint-Genest de Manduel |
| Ancienne Église Saint-Pierre de Marguerittes                                               | Marguerittes                        |                                                                  | 43° 51′ 34″ nord, 4° 26′ 43″ est | « PA30000116 » | Inscrit MH | 2015                                            | Image manquante Téléverser |
| Église Saint-Pierre de Marguerittes,                                                       | Marguerittes                        |                                                                  | à géolocaliser                   |                | |                                                 | Église Saint-Pierre de Marguerittes« Horaires », sur Eglise info (consulté le 19 avril 2023).,« Eglise Saint-Pierre », sur patrimoine-religieux.fr (consulté le 19 avril 2023). |
| Église Saint-Martin de Martignargues                                                       | Martignargues                       |                                                                  | 44° 02′ 39″ nord, 4° 10′ 40″ est |                | |                                                 | Image manquante Téléverser |
| Église de Massanes                                                                         | Massanes                            |                                                                  | à géolocaliser                   |                | |                                                 | Image manquante Téléverser |
| Église de Massillargues-Attuech                                                            | Massillargues-Attuech               |                                                                  | à géolocaliser                   |                | |                                                 | Image manquante Téléverser |
| Église Saint-Côme-et-Saint-Damien de Mauressargues                                         | Mauressargues                       |                                                                  | 43° 57′ 36″ nord, 4° 09′ 32″ est |                | |                                                 | Image manquante Téléverser |
| Église Notre-Dame de Méjannes-le-Clap                                                      | Méjannes-le-Clap                    |                                                                  | 44° 13′ 31″ nord, 4° 21′ 03″ est |                | |                                                 | Image manquante Téléverser |
| Église Saint-André de Méjannes-lès-Alès                                                    | Méjannes-lès-Alès                   |                                                                  | 44° 06′ 03″ nord, 4° 09′ 20″ est |                | |                                                 | Image manquante Téléverser |
| Église Saint-Barthélemy de Meynes                                                          | Meynes                              |                                                                  | 43° 52′ 57″ nord, 4° 33′ 41″ est |                | |                                                 | Église Saint-Barthélemy de Meynes |
| Église Notre-Dame de Meyrannes                                                             | Meyrannes                           |                                                                  | 44° 16′ 11″ nord, 4° 09′ 55″ est | « PA30000050 » | Inscrit MH | 2003                                            | Église Notre-Dame de Meyrannes |
| Église Saint-André de Mialet                                                               | Mialet                              |                                                                  | 44° 06′ 41″ nord, 3° 56′ 31″ est |                | |                                                 | Image manquante Téléverser |
| Église Saint-Saturnin de Milhaud                                                           | Milhaud                             |                                                                  | 43° 47′ 28″ nord, 4° 18′ 37″ est |                | |                                                 | Image manquante Téléverser |
| Église Saint-Jean-Baptiste de Molières-Cavaillac                                           | Molières-Cavaillac                  |                                                                  | 43° 58′ 32″ nord, 3° 34′ 32″ est |                | |                                                 | Image manquante Téléverser |
| Église des Brousses                                                                        | Molières-sur-Cèze                   |                                                                  | 44° 15′ 14″ nord, 4° 07′ 54″ est |                | |                                                 | Image manquante Téléverser |
| Église Sainte-Barbe de Molières-sur-Cèze                                                   | Molières-sur-Cèze                   |                                                                  | 44° 15′ 33″ nord, 4° 09′ 22″ est |                | |                                                 | Image manquante Téléverser |
| Église Saint-André de Monoblet                                                             | Monoblet                            |                                                                  | 44° 00′ 00″ nord, 3° 53′ 11″ est |                | |                                                 | Église Saint-André de Monoblet |
| Église Saint-Pierre de Mons                                                                | Mons                                |                                                                  | 44° 06′ 54″ nord, 4° 10′ 29″ est |                | |                                                 | Image manquante Téléverser |
| Église Saint-Martin de Montagnac                                                           | Montagnac                           |                                                                  | 43° 56′ 15″ nord, 4° 08′ 52″ est |                | |                                                 | Église Saint-Martin de Montagnac |
| Église Saint-André-et-Saint-Médiers de Montaren-et-Saint-Médiers                           | Montaren-et-Saint-Médiers           |                                                                  | 44° 01′ 49″ nord, 4° 22′ 46″ est |                | |                                                 | Église Saint-André-et-Saint-Médiers de Montaren-et-Saint-Médiers |
| Église Notre-Dame-de-l'Assomption de Montclus                                              | Montclus                            |                                                                  | 44° 15′ 41″ nord, 4° 25′ 15″ est |                | |                                                 | Église Notre-Dame-de-l'Assomption de Montclus |
| Église Saint-Martin de Montdardier                                                         | Montdardier                         |                                                                  | 43° 55′ 37″ nord, 3° 35′ 35″ est |                | |                                                 | Image manquante Téléverser |
| Église Saint-Sauveur de Monteils                                                           | Monteils                            |                                                                  | 44° 05′ 25″ nord, 4° 10′ 53″ est |                | |                                                 | Église Saint-Sauveur de Monteils |
| Église Saint-Maur et Saint-Martin de Montfaucon                                            | Montfaucon                          |                                                                  | 44° 04′ 28″ nord, 4° 45′ 13″ est |                | |                                                 | Église Saint-Maur et Saint-Martin de Montfaucon |
| Église Notre-Dame-de-Malpas de Montfrin                                                    | Montfrin                            |                                                                  | 43° 52′ 39″ nord, 4° 35′ 34″ est | « PA00103084 » | Inscrit MH | 1926                                            | Église Notre-Dame-de-Malpas de Montfrin |
| Ancienne église paroissiale Saint-Michel de Montignargues                                  | Montignargues                       |                                                                  | à géolocaliser                   |                | |                                                 | Image manquante Téléverser |
| Église Saint-Michel de Montignargues                                                       | Montignargues                       |                                                                  | à géolocaliser                   |                | |                                                 | Image manquante Téléverser |
| Église Saint-André de Montmirat                                                            | Montmirat                           |                                                                  | 43° 53′ 58″ nord, 4° 06′ 10″ est |                | |                                                 | Église Saint-André de Montmirat |
| Église Saint-Sébastien de Montpezat                                                        | Montpezat                           |                                                                  | 43° 51′ 03″ nord, 4° 09′ 23″ est |                | |                                                 | Église Saint-Sébastien de Montpezat |
| Église Sainte-Croix de Moulézan                                                            | Moulézan                            |                                                                  | 43° 55′ 47″ nord, 4° 07′ 32″ est |                | |                                                 | Image manquante Téléverser |
| Église Saint-Nazaire de Moussac                                                            | Moussac                             |                                                                  | à géolocaliser                   |                | |                                                 | Image manquante Téléverser |
| Église Saint-Jean-Baptiste de Mus                                                          | Mus                                 |                                                                  | 43° 44′ 22″ nord, 4° 12′ 01″ est |                | |                                                 | Église Saint-Jean-Baptiste de Mus |
| Église Saint-Saturnin de Nages-et-Solorgues                                                | Nages-et-Solorgues                  |                                                                  | 43° 47′ 23″ nord, 4° 13′ 53″ est |                | |                                                 | Église Saint-Saturnin de Nages-et-Solorgues |
| Église Saint-Pierre de Navacelles                                                          | Navacelles                          |                                                                  | 44° 09′ 46″ nord, 4° 14′ 27″ est |                | |                                                 | Image manquante Téléverser |
| Église Saint-Nazaire de Navacelles                                                         | Navacelles                          |                                                                  | à géolocaliser                   | « PA00103090 » | Inscrit MH Château, église et presbytère : Façades et toitures du château et du presbytère ; église ; courtine Sud-Ouest ; tour de l'Horloge ; mur de clôture sur la rue avec les deux portails d'entrée | 1978                                            | Image manquante Téléverser |
| Cathédrale Notre-Dame-et-Saint-Castor de Nîmes                                             | Nîmes                               | rue Mathieu Lacroix                                              | 43° 50′ 18″ nord, 4° 21′ 38″ est | « PA00103092 » | Classé MH | 1906                                            | Cathédrale Notre-Dame-et-Saint-Castor de Nîmes |
| Église Notre-Dame-du-Suffrage-et-Saint-Dominique                                           | Nîmes                               | rue Bir Hakim                                                    | 43° 50′ 31″ nord, 4° 23′ 08″ est | « PA30000043 » | Inscrit MH | 2002                                            | Église Notre-Dame-du-Suffrage-et-Saint-Dominique |
| Église Saint-Baudile de Nîmes                                                              | Nîmes                               | place Gabriel Péri                                               | 43° 50′ 23″ nord, 4° 21′ 51″ est |                | |                                                 | Église Saint-Baudile de Nîmes |
| Église Saint-Charles à Nîmes                                                               | Nîmes                               | boulevard Gambetta                                               | 43° 50′ 27″ nord, 4° 21′ 35″ est | « PA30000079 » | Inscrit MH | 2010                                            | Église Saint-Charles à Nîmes |
| Église Saint-Paul de Nîmes                                                                 | Nîmes                               | place de la Madeleine                                            | 43° 50′ 12″ nord, 4° 21′ 22″ est | « PA00103095 » | Classé MH | 1909                                            | Église Saint-Paul de Nîmes |
| Église Sainte-Perpétue et Sainte-Félicité de Nîmes                                         | Nîmes                               | boulevard de Prague                                              | 43° 50′ 08″ nord, 4° 21′ 47″ est | « IA30003004 » | |                                                 | Église Sainte-Perpétue et Sainte-Félicité de Nîmes |
| Église de Saint-Césaire-lès-Nîmes                                                          | Nîmes                               | rue de L'Église de Saint-Césaire                                 | 43° 49′ 01″ nord, 4° 19′ 40″ est |                | |                                                 | Église de Saint-Césaire-lès-Nîmes |
| Église Saint-Jean-Baptiste de Courbessac                                                   | Nîmes                               | route de Courbessac                                              | 43° 52′ 05″ nord, 4° 24′ 14″ est |                | |                                                 | Église Saint-Jean-Baptiste de Courbessac |
| Église de Bethléem de Nîmes                                                                | Nîmes                               | avenue Pierre Gamel                                              | 43° 49′ 32″ nord, 4° 21′ 41″ est |                | |                                                 | Image manquante Téléverser |
| Église Notre-Dame-des-enfants                                                              | Nîmes                               | rue des Bouillargues aux Amoureux                                | 43° 49′ 50″ nord, 4° 22′ 30″ est |                | |                                                 | Église Notre-Dame-des-enfants |
| Église Notre-Dame-du-Salut de Nîmes                                                        | Nîmes                               | avenue Monseigneur Claverie                                      | 43° 51′ 21″ nord, 4° 23′ 52″ est |                | |                                                 | Image manquante Téléverser |
| Église Saint-François-de-Sales de Nîmes                                                    | Nîmes                               | rue Thierry                                                      | 43° 49′ 52″ nord, 4° 21′ 20″ est |                | |                                                 | Image manquante Téléverser |
| Église Saint-Joseph-des-Trois-Piliers de Nîmes                                             | Nîmes                               | chemin Vieux de Sauve                                            | 43° 50′ 13″ nord, 4° 20′ 14″ est |                | |                                                 | Image manquante Téléverser |
| Église Saint-Luc de Nîmes                                                                  | Nîmes                               | rue Bonfa                                                        | 43° 50′ 45″ nord, 4° 21′ 46″ est | « IA30003006 » | |                                                 | Image manquante Téléverser |
| Église Saint-Vincent-de-Paul de Nîmes                                                      | Nîmes                               | rue Van Dyck                                                     | 43° 51′ 01″ nord, 4° 22′ 33″ est |                | |                                                 | Image manquante Téléverser |
| Église Sainte-Jeanne-d'Arc de Nîmes                                                        | Nîmes                               | rue de la Samaritaine                                            | 43° 50′ 29″ nord, 4° 22′ 46″ est |                | |                                                 | Image manquante Téléverser |
| Église Saint-Pierre de Nîmes                                                               | Nîmes                               | place Léonard de Vinci                                           | à géolocaliser                   |                | |                                                 | Image manquante Téléverser |
| Église Saint-André de Nîmes                                                                | Nîmes                               | impasse Archimède (école Saint-André)                            | à géolocaliser                   |                | |                                                 | Image manquante Téléverser |
| Église Saint-Martin d'Orsan                                                                | Orsan                               |                                                                  | 44° 07′ 51″ nord, 4° 40′ 01″ est |                | |                                                 | Église Saint-Martin d'Orsan |
| Église Notre-Dame-de-la-Nativité d'Orthoux                                                 | Orthoux-Sérignac-Quilhan            |                                                                  | 43° 53′ 25″ nord, 4° 01′ 45″ est |                | |                                                 | Image manquante Téléverser |
| Église Notre-Dame-de-l'Assomption de Parignargues                                          | Parignargues                        |                                                                  | 43° 52′ 26″ nord, 4° 12′ 28″ est |                | |                                                 | Église Notre-Dame-de-l'Assomption de Parignargues |
| Église de la Dormition de Peyremale                                                        | Peyremale                           |                                                                  | 44° 18′ 10″ nord, 4° 04′ 02″ est | « PA00103156 » | Inscrit MH | 1981                                            | Église de la Dormition de Peyremale |
| Église Saint-André de Pommiers                                                             | Pommiers                            |                                                                  | 43° 57′ 03″ nord, 3° 36′ 30″ est |                | |                                                 | Image manquante Téléverser |
| Église Saint-Saturnin de Pompignan                                                         | Pompignan                           |                                                                  | 43° 53′ 38″ nord, 3° 51′ 23″ est |                | |                                                 | Église Saint-Saturnin de Pompignan |
| Église Saint-Pierre de Pont-Saint-Esprit                                                   | Pont-Saint-Esprit                   |                                                                  | 44° 15′ 25″ nord, 4° 39′ 04″ est | « PA00103161 » | Classé MH | 1988                                            | Église Saint-Pierre de Pont-Saint-Esprit |
| Église Saint-Saturnin de Pont-Saint-Esprit                                                 | Pont-Saint-Esprit                   |                                                                  | 44° 15′ 27″ nord, 4° 39′ 03″ est | « PA30000100 » | Inscrit MH | 2012                                            | Église Saint-Saturnin de Pont-Saint-Esprit |
| Église Notre-Dame de Ponteils-et-Brésis                                                    | Ponteils-et-Brésis                  |                                                                  | 44° 24′ 10″ nord, 3° 58′ 36″ est |                | |                                                 | Image manquante Téléverser |
| Église Saint-Gilles de Portes                                                              | Portes                              |                                                                  | 44° 16′ 13″ nord, 4° 01′ 19″ est |                | |                                                 | Image manquante Téléverser |
| Église Saint-Pierre de Potelières                                                          | Potelières                          |                                                                  | 44° 15′ 42″ nord, 4° 11′ 46″ est |                | |                                                 | Image manquante Téléverser |
| Église Saint-Michel de Pougnadoresse                                                       | Pougnadoresse                       |                                                                  | 44° 05′ 34″ nord, 4° 30′ 23″ est |                | |                                                 | Église Saint-Michel de Pougnadoresse |
| Église Saint-Michel de Poulx                                                               | Poulx                               |                                                                  | 43° 54′ 39″ nord, 4° 25′ 28″ est | « PA00103173 » | Inscrit MH | 1972                                            | Église Saint-Michel de Poulx |
| Église Saint-Privat de Pouzilhac                                                           | Pouzilhac                           |                                                                  | 44° 02′ 25″ nord, 4° 34′ 52″ est |                | |                                                 | Image manquante Téléverser |
| Église Saint-Jacques de Pujaut                                                             | Pujaut                              |                                                                  | 44° 00′ 24″ nord, 4° 45′ 32″ est |                | |                                                 | Église Saint-Jacques de Pujaut |
| Église Saint-Faustin-et-Saint-Jovite de Quissac                                            | Quissac                             |                                                                  | 43° 54′ 34″ nord, 3° 59′ 49″ est |                | |                                                 | Église Saint-Faustin-et-Saint-Jovite de Quissac |
| Église Saint-Jean-Baptiste de Redessan                                                     | Redessan                            |                                                                  | 43° 49′ 56″ nord, 4° 29′ 51″ est |                | |                                                 | Image manquante Téléverser |
| Église Notre-Dame-de-Bethléem de Remoulins                                                 | Remoulins                           |                                                                  | 43° 56′ 27″ nord, 4° 33′ 33″ est | « PA30000030 » | Inscrit MH | 2000                                            | Église Notre-Dame-de-Bethléem de Remoulins |
| Église Notre-Dame-et-Saint-Martin de Remoulins                                             | Remoulins                           |                                                                  | 43° 56′ 23″ nord, 4° 33′ 37″ est |                | |                                                 | Église Notre-Dame-et-Saint-Martin de Remoulins |
| Église Saint-Pierre de Revens                                                              | Revens                              |                                                                  | 44° 05′ 15″ nord, 3° 17′ 50″ est |                | |                                                 | Église Saint-Pierre de Revens |
| Chapelle de l'ermitage Saint-Pierre de Revens                                              | Revens                              | ancienne église Saint-Pierre                                     | 44° 05′ 26″ nord, 3° 16′ 00″ est |                | |                                                 | Image manquante Téléverser |
| Église de la Transfiguration de Ribaute-les-Tavernes                                       | Ribaute-les-Tavernes                |                                                                  | 44° 02′ 08″ nord, 4° 06′ 03″ est |                | |                                                 | Image manquante Téléverser |
| Église Saint-Privat de Rivières                                                            | Rivières                            |                                                                  | 44° 13′ 33″ nord, 4° 16′ 29″ est |                | |                                                 | Église Saint-Privat de Rivières |
| Église Saint-Andéol de Robiac                                                              | Robiac-Rochessadoule                |                                                                  | 44° 16′ 25″ nord, 4° 07′ 34″ est |                | |                                                 | Église Saint-Andéol de Robiac |
| Église Saint-Pierre de Rochessadoule                                                       | Robiac-Rochessadoule                |                                                                  | 44° 16′ 43″ nord, 4° 05′ 18″ est |                | |                                                 | Image manquante Téléverser |
| Sanctuaire de Notre-Dame-de-Grâce de Rochefort-du-Gard                                     | Rochefort-du-Gard                   |                                                                  | 43° 59′ 01″ nord, 4° 41′ 48″ est | « PA30000103 » | Inscrit MH | 2013                                            | Sanctuaire de Notre-Dame-de-Grâce de Rochefort-du-Gard |
| Église du Castelas de Rochefort-du-Gard                                                    | Rochefort-du-Gard                   |                                                                  | 43° 58′ 27″ nord, 4° 41′ 27″ est | « PA30000102 » | Inscrit MH | 2013                                            | Église du Castelas de Rochefort-du-Gard |
| Église Saint-Bardulphe de Rochefort-du-Gard                                                | Rochefort-du-Gard                   |                                                                  | 43° 58′ 24″ nord, 4° 41′ 20″ est |                | |                                                 | Église Saint-Bardulphe de Rochefort-du-Gard |
| Église Saint-Paul de Rochegude                                                             | Rochegude                           |                                                                  | 44° 14′ 21″ nord, 4° 17′ 43″ est |                | |                                                 | Église Saint-Paul de Rochegude |
| Église Saint-Jean-l'Évangéliste de Rodilhan                                                | Rodilhan                            |                                                                  | 43° 49′ 37″ nord, 4° 25′ 47″ est |                | |                                                 | Église Saint-Jean-l'Évangéliste de Rodilhan |
| Église Saint-Félix de Rogues                                                               | Rogues                              |                                                                  | 43° 53′ 20″ nord, 3° 34′ 21″ est |                | |                                                 | Image manquante Téléverser |
| Église Saint-Pierre de Roquedur le Haut                                                    | Roquedur                            |                                                                  | 43° 58′ 43″ nord, 3° 40′ 01″ est |                | |                                                 | Image manquante Téléverser |
| Collégiale Saint-Jean-Baptiste de Roquemaure                                               | Roquemaure                          |                                                                  | 44° 03′ 06″ nord, 4° 46′ 42″ est | « PA30000007 » | Inscrit MH | 1997                                            | Collégiale Saint-Jean-Baptiste de Roquemaure |
| Église Saint-Martin de Rousson                                                             | Rousson                             |                                                                  | 44° 11′ 51″ nord, 4° 08′ 42″ est | « PA00103189 » | Inscrit MH | 1963                                            | Église Saint-Martin de Rousson |
| Église du Sacré-Cœur-de-Jésus de Combe                                                     | Sabran                              |                                                                  | 44° 10′ 02″ nord, 4° 34′ 33″ est |                | |                                                 | Image manquante Téléverser |
| Église Notre-Dame de Colombier                                                             | Sabran                              |                                                                  | 44° 09′ 22″ nord, 4° 34′ 57″ est |                | |                                                 | Image manquante Téléverser |
| Église Saint-Castor de Megier                                                              | Sabran                              |                                                                  | 44° 07′ 32″ nord, 4° 32′ 29″ est |                | |                                                 | Image manquante Téléverser |
| Église Saint-Donat de Donnat                                                               | Sabran                              |                                                                  | 44° 10′ 12″ nord, 4° 32′ 54″ est |                | |                                                 | Image manquante Téléverser |
| Église Saint-Joseph de Carme                                                               | Sabran                              |                                                                  | 44° 09′ 43″ nord, 4° 32′ 14″ est |                | |                                                 | Image manquante Téléverser |
| Ancienne église castrale Sainte-Agathe                                                     | Sabran                              |                                                                  | 44° 09′ 06″ nord, 4° 32′ 51″ est | « PA30000124 » | Inscrit MH | 2016                                            | Image manquante Téléverser |
| Église Saint-Alexandre de Saint-Alexandre (Gard)                                           | Saint-Alexandre                     |                                                                  | 44° 13′ 41″ nord, 4° 37′ 18″ est |                | |                                                 | Église Saint-Alexandre de Saint-Alexandre (Gard) |
| Église Saint-Ambroise de Saint-Ambroix                                                     | Saint-Ambroix                       |                                                                  | 44° 15′ 43″ nord, 4° 11′ 56″ est |                | |                                                 | Image manquante Téléverser |
| Église Saint-André de Saint-André-d'Olérargues                                             | Saint-André-d'Olérargues            |                                                                  | 44° 09′ 44″ nord, 4° 29′ 08″ est |                | |                                                 | Église Saint-André de Saint-André-d'Olérargues |
| Église de l'Immaculée-Conception du Sigal                                                  | Saint-André-de-Majencoules          |                                                                  | 43° 59′ 51″ nord, 3° 40′ 35″ est |                | |                                                 | Image manquante Téléverser |
| Église Saint-André de Saint-André-de-Majencoules                                           | Saint-André-de-Majencoules          |                                                                  | 44° 01′ 42″ nord, 3° 40′ 27″ est |                | |                                                 | Église Saint-André de Saint-André-de-Majencoules |
| Église de Pont d'Hérault                                                                   | Saint-André-de-Majencoules          |                                                                  | à géolocaliser                   |                | |                                                 | Image manquante Téléverser |
| Église Saint-André de Saint-André-de-Roquepertuis                                          | Saint-André-de-Roquepertuis         |                                                                  | 44° 14′ 26″ nord, 4° 27′ 23″ est |                | |                                                 | Église Saint-André de Saint-André-de-Roquepertuis |
| Église Saint-André de Saint-André-de-Valborgne                                             | Saint-André-de-Valborgne            |                                                                  | 44° 09′ 24″ nord, 3° 40′ 55″ est |                | |                                                 | Image manquante Téléverser |
| Église Saint-Bonnet de Saint-Bonnet-du-Gard                                                | Saint-Bonnet-du-Gard                |                                                                  | 43° 55′ 36″ nord, 4° 32′ 51″ est | « PA00103197 » | Classé MH | 1907                                            | Église Saint-Bonnet de Saint-Bonnet-du-Gard |
| Église Saint-Brice de Saint-Brès                                                           | Saint-Brès                          |                                                                  | 44° 16′ 38″ nord, 4° 11′ 55″ est |                | |                                                 | Église Saint-Brice de Saint-Brès |
| Église Saint-Brice de Saint-Bresson                                                        | Saint-Bresson                       |                                                                  | 43° 57′ 14″ nord, 3° 38′ 43″ est |                | |                                                 | Église Saint-Brice de Saint-Bresson |
| Église Saint-Césaire de Saint-Césaire-de-Gauzignan                                         | Saint-Césaire-de-Gauzignan          |                                                                  | 44° 01′ 46″ nord, 4° 12′ 17″ est |                | |                                                 | Image manquante Téléverser |
| Église Sainte-Agathe de Saint-Chaptes                                                      | Saint-Chaptes                       |                                                                  | 43° 58′ 15″ nord, 4° 16′ 45″ est |                | |                                                 | Église Sainte-Agathe de Saint-Chaptes |
| Église Saint-Christophe de Saint-Christol-de-Rodières                                      | Saint-Christol-de-Rodières          |                                                                  | 44° 16′ 04″ nord, 4° 30′ 51″ est |                | |                                                 | Église Saint-Christophe de Saint-Christol-de-Rodières |
| Église Saint-Christophe de Saint-Christol-lès-Alès                                         | Saint-Christol-lez-Alès             |                                                                  | 44° 05′ 07″ nord, 4° 04′ 29″ est |                | |                                                 | Image manquante Téléverser |
| Église Saint-Clément de Saint-Clément (Gard)                                               | Saint-Clément                       |                                                                  | 43° 49′ 50″ nord, 4° 01′ 40″ est |                | |                                                 | Image manquante Téléverser |
| Église Saint-Côme de Saint-Côme-et-Maruéjols                                               | Saint-Côme-et-Maruéjols             |                                                                  | 43° 49′ 40″ nord, 4° 12′ 10″ est |                | |                                                 | Image manquante Téléverser |
| Église Saint-Denis de Saint-Denis (Gard)                                                   | Saint-Denis                         |                                                                  | 44° 13′ 59″ nord, 4° 15′ 05″ est |                | |                                                 | Église Saint-Denis de Saint-Denis (Gard) |
| Église Saint-Didier de Saint-Dézéry                                                        | Saint-Dézéry                        |                                                                  | 44° 00′ 05″ nord, 4° 16′ 10″ est |                | |                                                 | Église Saint-Didier de Saint-Dézéry |
| Église de Saint-Étienne-de-l'Olm                                                           | Saint-Étienne-de-l'Olm              |                                                                  | à géolocaliser                   |                | |                                                 | Image manquante Téléverser |
| Église Saint-Étienne de Saint-Étienne-des-Sorts                                            | Saint-Étienne-des-Sorts             |                                                                  | 44° 11′ 17″ nord, 4° 42′ 13″ est |                | |                                                 | Église Saint-Étienne de Saint-Étienne-des-Sorts |
| Église Saint-Félix de Saint-Félix-de-Pallières                                             | Saint-Félix-de-Pallières            |                                                                  | 44° 01′ 22″ nord, 3° 55′ 55″ est | « PA00103204 » | Classé MH | 1967                                            | Église Saint-Félix de Saint-Félix-de-Pallières |
| Église Saint-Florent de Saint-Florent-sur-Auzonnet                                         | Saint-Florent-sur-Auzonnet          |                                                                  | 44° 14′ 33″ nord, 4° 06′ 42″ est |                | |                                                 | Image manquante Téléverser |
| Église Saint-Geniès de Saint-Geniès-de-Comolas                                             | Saint-Geniès-de-Comolas             |                                                                  | 44° 03′ 54″ nord, 4° 43′ 22″ est |                | |                                                 | Église Saint-Geniès de Saint-Geniès-de-Comolas |
| Église Saint-Geniès de Saint-Geniès-de-Malgoirès                                           | Saint-Geniès-de-Malgoirès           |                                                                  | 43° 56′ 42″ nord, 4° 13′ 02″ est |                | |                                                 | Image manquante Téléverser |
| Église Saint-Gervais de Saint-Gervais (Gard)                                               | Saint-Gervais                       |                                                                  | 44° 11′ 04″ nord, 4° 34′ 27″ est |                | |                                                 | Église Saint-Gervais de Saint-Gervais (Gard) |
| Église Saint-Gervasy de Saint-Gervasy (Gard)                                               | Saint-Gervasy                       |                                                                  | 43° 52′ 39″ nord, 4° 28′ 07″ est |                | |                                                 | Église Saint-Gervasy de Saint-Gervasy (Gard) |
| Abbatiale Saint-Gilles de Saint-Gilles                                                     | Saint-Gilles                        |                                                                  | 43° 40′ 36″ nord, 4° 25′ 56″ est | « PA00103208 » | Classé MH | 1840                                            | Abbatiale Saint-Gilles de Saint-Gilles |
| Église Saint-Hilaire de Saint-Hilaire-d'Ozilhan                                            | Saint-Hilaire-d'Ozilhan             |                                                                  | 43° 58′ 14″ nord, 4° 35′ 27″ est |                | |                                                 | Église Saint-Hilaire de Saint-Hilaire-d'Ozilhan |
| Église Saint-Étienne de Saint-Hilaire-d'Ozilhan                                            | Saint-Hilaire-d'Ozilhan             |                                                                  | 43° 58′ 11″ nord, 4° 35′ 27″ est |                | |                                                 | Église Saint-Étienne de Saint-Hilaire-d'Ozilhan |
| Église Saint-Hilaire de Saint-Hilaire-de-Brethmas                                          | Saint-Hilaire-de-Brethmas           |                                                                  | 44° 04′ 50″ nord, 4° 07′ 32″ est | « PA00103217 » | Inscrit MH | 1963                                            | Église Saint-Hilaire de Saint-Hilaire-de-Brethmas |
| Église Sainte-Thérèse de la Jasse-de-Bernard                                               | Saint-Hilaire-de-Brethmas           |                                                                  | 44° 06′ 23″ nord, 4° 07′ 09″ est |                | |                                                 | Image manquante Téléverser |
| Église Saint-Hippolyte de Saint-Hippolyte-de-Montaigu                                      | Saint-Hippolyte-de-Montaigu         |                                                                  | 44° 01′ 56″ nord, 4° 29′ 26″ est |                | |                                                 | Image manquante Téléverser |
| Église Saint-Hippolyte de Saint-Hippolyte-du-Fort                                          | Saint-Hippolyte-du-Fort             |                                                                  | 43° 57′ 57″ nord, 3° 51′ 22″ est |                | |                                                 | Église Saint-Hippolyte de Saint-Hippolyte-du-Fort |
| Église Saint-Jean de Saint-Jean-de-Ceyrargues                                              | Saint-Jean-de-Ceyrargues            |                                                                  | 44° 03′ 05″ nord, 4° 13′ 38″ est |                | |                                                 | Image manquante Téléverser |
| Église Saint-Jean-Baptiste de Villesèque                                                   | Saint-Jean-de-Crieulon              |                                                                  | 43° 58′ 21″ nord, 3° 59′ 33″ est |                | |                                                 | Image manquante Téléverser |
| Église Saint-Jean de Saint-Jean-de-Maruéjols-et-Avéjan                                     | Saint-Jean-de-Maruéjols-et-Avéjan   |                                                                  | 44° 15′ 24″ nord, 4° 17′ 39″ est |                | |                                                 | Église Saint-Jean de Saint-Jean-de-Maruéjols-et-Avéjan |
| Église Saint-Pierre d'Avéjan                                                               | Saint-Jean-de-Maruéjols-et-Avéjan   |                                                                  | 44° 16′ 29″ nord, 4° 18′ 37″ est |                | |                                                 | Image manquante Téléverser |
| Église Saint-Jean-Baptiste de Saint-Jean-de-Serres                                         | Saint-Jean-de-Serres                |                                                                  | 43° 59′ 37″ nord, 4° 04′ 11″ est |                | |                                                 | Image manquante Téléverser |
| Église Jean-l'Évangéliste de Saint-Jean-de-Valériscle                                      | Saint-Jean-de-Valériscle            |                                                                  | 44° 13′ 56″ nord, 4° 08′ 32″ est |                | |                                                 | Église Jean-l'Évangéliste de Saint-Jean-de-Valériscle |
| Église Saint-Jean-Baptiste de Saint-Jean-du-Gard                                           | Saint-Jean-du-Gard                  |                                                                  | 44° 06′ 18″ nord, 3° 53′ 06″ est |                | |                                                 | Église Saint-Jean-Baptiste de Saint-Jean-du-Gard |
| Église Saint-Jean de Saint-Jean-du-Pin                                                     | Saint-Jean-du-Pin                   |                                                                  | 44° 06′ 56″ nord, 4° 03′ 01″ est |                | |                                                 | Église Saint-Jean de Saint-Jean-du-Pin |
| Église Saint-Julien de Saint-Julien-de-Cassagnas                                           | Saint-Julien-de-Cassagnas           |                                                                  | 44° 12′ 44″ nord, 4° 11′ 57″ est |                | |                                                 | Image manquante Téléverser |
| Église Saint-Julien de Saint-Julien-de-Peyrolas                                            | Saint-Julien-de-Peyrolas            |                                                                  | 44° 17′ 15″ nord, 4° 33′ 55″ est |                | |                                                 | Église Saint-Julien de Saint-Julien-de-Peyrolas |
| Église Saint-Julien de Saint-Julien-les-Rosiers                                            | Saint-Julien-les-Rosiers            |                                                                  | 44° 10′ 46″ nord, 4° 05′ 27″ est |                | |                                                 | Église Saint-Julien de Saint-Julien-les-Rosiers |
| Église Saint-Just de Saint-Just-et-Vacquières                                              | Saint-Just-et-Vacquières            |                                                                  | 44° 06′ 39″ nord, 4° 13′ 22″ est |                | |                                                 | Image manquante Téléverser |
| Église Saint-Laurent de Saint-Laurent-d'Aigouze                                            | Saint-Laurent-d'Aigouze             |                                                                  | 43° 38′ 04″ nord, 4° 11′ 38″ est | « IA00028271 » | |                                                 | Église Saint-Laurent de Saint-Laurent-d'Aigouze |
| Église Saint-Pierre de Saint-Laurent-de-Carnols                                            | Saint-Laurent-de-Carnols            |                                                                  | 44° 12′ 41″ nord, 4° 31′ 53″ est |                | |                                                 | Église Saint-Pierre de Saint-Laurent-de-Carnols |
| Église Saint-Laurent de Saint-Laurent-des-Arbres                                           | Saint-Laurent-des-Arbres            |                                                                  | 44° 03′ 17″ nord, 4° 42′ 00″ est | « PA00103224 » | Classé MH | 1892                                            | Église Saint-Laurent de Saint-Laurent-des-Arbres |
| Église Saint-Laurent de Saint-Laurent-la-Vernède                                           | Saint-Laurent-la-Vernède            |                                                                  | 44° 06′ 22″ nord, 4° 27′ 34″ est |                | |                                                 | Image manquante Téléverser |
| Église Saint-Laurent de Saint-Laurent-le-Minier                                            | Saint-Laurent-le-Minier             |                                                                  | 43° 55′ 56″ nord, 3° 39′ 17″ est |                | |                                                 | Image manquante Téléverser |
| Église Saint-Mamert de Saint-Mamert-du-Gard                                                | Saint-Mamert-du-Gard                |                                                                  | 43° 53′ 14″ nord, 4° 11′ 22″ est |                | |                                                 | Église Saint-Mamert de Saint-Mamert-du-Gard |
| Église Saint-Marcel de Saint-Marcel-de-Careiret                                            | Saint-Marcel-de-Careiret            |                                                                  | 44° 08′ 35″ nord, 4° 29′ 19″ est |                | |                                                 | Image manquante Téléverser |
| Église Saint-Martial de Saint-Martial (Gard)                                               | Saint-Martial                       |                                                                  | 44° 02′ 05″ nord, 3° 44′ 11″ est |                | |                                                 | Image manquante Téléverser |
| Église Saint-Martin de Saint-Martin-de-Valgalgues                                          | Saint-Martin-de-Valgalgues          |                                                                  | 44° 09′ 46″ nord, 4° 04′ 58″ est |                | |                                                 | Image manquante Téléverser |
| Église Saint-Maurice de Saint-Maurice-de-Cazevieille                                       | Saint-Maurice-de-Cazevieille        |                                                                  | 44° 01′ 55″ nord, 4° 14′ 01″ est |                | |                                                 | Image manquante Téléverser |
| Église Saint-Maximin de Saint-Maximin (Gard)                                               | Saint-Maximin                       |                                                                  | 43° 59′ 37″ nord, 4° 27′ 01″ est |                | |                                                 | Église Saint-Maximin de Saint-Maximin (Gard) |
| Église Saint-Michel de Saint-Michel-d'Euzet                                                | Saint-Michel-d'Euzet                |                                                                  | 44° 12′ 04″ nord, 4° 32′ 42″ est |                | |                                                 | Église Saint-Michel de Saint-Michel-d'Euzet |
| Église Saint-Nazaire de Saint-Nazaire (Gard)                                               | Saint-Nazaire                       |                                                                  | 44° 11′ 44″ nord, 4° 37′ 27″ est |                | |                                                 | Église Saint-Nazaire de Saint-Nazaire (Gard) |
| Église Saint-Nazaire de Saint-Nazaire-des-Gardies                                          | Saint-Nazaire-des-Gardies           |                                                                  | 43° 59′ 10″ nord, 4° 01′ 32″ est |                | |                                                 | Image manquante Téléverser |
| Église Saint-Paul de Saint-Paul-la-Coste                                                   | Saint-Paul-la-Coste                 |                                                                  | 44° 08′ 53″ nord, 3° 59′ 34″ est |                | |                                                 | Image manquante Téléverser |
| Église Saint-Paul de Saint-Paul-les-Fonts                                                  | Saint-Paul-les-Fonts                |                                                                  | 44° 04′ 56″ nord, 4° 36′ 51″ est |                | |                                                 | Image manquante Téléverser |
| Église Saint-Paulet de Saint-Paulet-de-Caisson                                             | Saint-Paulet-de-Caisson             |                                                                  | 44° 15′ 48″ nord, 4° 35′ 53″ est |                | |                                                 | Église Saint-Paulet de Saint-Paulet-de-Caisson |
| Église Saint-Pons de Saint-Pons-la-Calm                                                    | Saint-Pons-la-Calm                  |                                                                  | 44° 06′ 07″ nord, 4° 33′ 24″ est |                | |                                                 | Image manquante Téléverser |
| Église Saint-Privat de Saint-Privat-de-Champclos                                           | Saint-Privat-de-Champclos           |                                                                  | 44° 17′ 13″ nord, 4° 22′ 08″ est |                | |                                                 | Église Saint-Privat de Saint-Privat-de-Champclos |
| Église Notre-Dame-des-Lumières de Cavène                                                   | Saint-Privat-de-Champclos           |                                                                  | 44° 17′ 03″ nord, 4° 20′ 30″ est |                | |                                                 | Église Notre-Dame-des-Lumières de Cavène |
| Ermitage Saint-Ferréo de Saint-Privat-de-Champclos                                         | Saint-Privat-de-Champclos           | (ancien monastère)                                               | à géolocaliser                   |                | |                                                 | Image manquante Téléverser |
| Église Saint-Jean de Saint-Privat-des-Vieux                                                | Saint-Privat-des-Vieux              |                                                                  | 44° 08′ 36″ nord, 4° 07′ 45″ est |                | |                                                 | Église Saint-Jean de Saint-Privat-des-Vieux |
| Église Saint-Quentin de Saint-Quentin-la-Poterie                                           | Saint-Quentin-la-Poterie            |                                                                  | 44° 02′ 43″ nord, 4° 26′ 28″ est |                | |                                                 | Église Saint-Quentin de Saint-Quentin-la-Poterie |
| Église Saint-Roman de Saint-Roman-de-Codières                                              | Saint-Roman-de-Codières             |                                                                  | 44° 00′ 08″ nord, 3° 46′ 40″ est |                | |                                                 | Église Saint-Roman de Saint-Roman-de-Codières |
| Église Saint-Sauveur de Camprieu                                                           | Saint-Sauveur-Camprieu              |                                                                  | 44° 06′ 56″ nord, 3° 28′ 40″ est |                | |                                                 | Église Saint-Sauveur de Camprieu |
| Église Saint-Sauveur de Saint-Sauveur-des-Pourcils                                         | Saint-Sauveur-Camprieu              |                                                                  | 44° 06′ 56″ nord, 3° 26′ 52″ est |                | |                                                 | Image manquante Téléverser |
| Église Saint-Siffret de Saint-Siffret (Gard)                                               | Saint-Siffret                       |                                                                  | 44° 01′ 01″ nord, 4° 28′ 05″ est |                | |                                                 | Image manquante Téléverser |
| Église de Saint-Théodorit                                                                  | Saint-Théodorit                     |                                                                  | 43° 56′ 30″ nord, 4° 04′ 57″ est |                | |                                                 | Église de Saint-Théodorit |
| Église Saint-Victor de Saint-Victor-de-Malcap                                              | Saint-Victor-de-Malcap              |                                                                  | 44° 14′ 49″ nord, 4° 13′ 18″ est |                | |                                                 | Église Saint-Victor de Saint-Victor-de-Malcap |
| Église Saint-Victor de Saint-Victor-des-Oules                                              | Saint-Victor-des-Oules              |                                                                  | 44° 02′ 30″ nord, 4° 29′ 04″ est |                | |                                                 | Église Saint-Victor de Saint-Victor-des-Oules |
| Église Saint-Victor de Saint-Victor-la-Coste                                               | Saint-Victor-la-Coste               |                                                                  | 44° 03′ 35″ nord, 4° 38′ 29″ est |                | |                                                 | Église Saint-Victor de Saint-Victor-la-Coste |
| Ancienne église Sainte-Madeleine de Saint-Victor-la-Coste                                  | Saint-Victor-la-Coste               |                                                                  | 44° 03′ 34″ nord, 4° 38′ 24″ est |                | |                                                 | Ancienne église Sainte-Madeleine de Saint-Victor-la-Coste |
| Église Sainte-Anastasie de Russan                                                          | Sainte-Anastasie                    |                                                                  | 43° 56′ 05″ nord, 4° 19′ 17″ est | « PA30000057 » | Inscrit MH | 2005                                            | Église Sainte-Anastasie de Russan |
| Église Saint-Nicolas d'Aubarne                                                             | Sainte-Anastasie                    |                                                                  | 43° 56′ 39″ nord, 4° 19′ 57″ est |                | |                                                 | Église Saint-Nicolas d'Aubarne |
| Église Saint-Nicolas de Vic                                                                | Sainte-Anastasie                    |                                                                  | 43° 56′ 23″ nord, 4° 21′ 05″ est |                | |                                                 | Église Saint-Nicolas de Vic |
| Église Sainte-Cécile de Sainte-Cécile-d'Andorge                                            | Sainte-Cécile-d'Andorge             |                                                                  | 44° 15′ 06″ nord, 3° 58′ 32″ est |                | |                                                 | Église Sainte-Cécile de Sainte-Cécile-d'Andorge |
| Église Saint-Clément de Salazac                                                            | Salazac                             |                                                                  | 44° 15′ 39″ nord, 4° 31′ 29″ est |                | |                                                 | Église Saint-Clément de Salazac |
| Église Saint-André de Salindres                                                            | Salindres                           |                                                                  | 44° 08′ 38″ nord, 4° 07′ 50″ est |                | |                                                 | Église Saint-André de Salindres |
| Église de Salinelles                                                                       | Salinelles                          |                                                                  | 43° 48′ 38″ nord, 4° 04′ 06″ est |                | |                                                 | Église de Salinelles |
| Église Saint-Laurent de Sagriès                                                            | Sanilhac-Sagriès                    |                                                                  | 43° 58′ 47″ nord, 4° 25′ 08″ est |                | |                                                 | Image manquante Téléverser |
| Église Saint-Sylvestre de Sanilhac                                                         | Sanilhac-Sagriès                    |                                                                  | 43° 57′ 18″ nord, 4° 25′ 24″ est |                | |                                                 | Image manquante Téléverser |
| Église Notre-Dame de Sardan                                                                | Sardan                              |                                                                  | 43° 52′ 20″ nord, 4° 02′ 25″ est |                | |                                                 | Image manquante Téléverser |
| Église de l'Immaculée-Conception de Saumane                                                | Saumane                             |                                                                  | 44° 07′ 16″ nord, 3° 45′ 40″ est |                | |                                                 | Image manquante Téléverser |
| Église Saint-Pierre de Sauve                                                               | Sauve                               |                                                                  | 43° 56′ 27″ nord, 3° 57′ 06″ est |                | |                                                 | Église Saint-Pierre de Sauve |
| Église Notre-Dame de Four                                                                  | Sauveterre                          |                                                                  | 44° 00′ 37″ nord, 4° 48′ 11″ est |                | |                                                 | Église Notre-Dame de Four |
| Église Saint-Jean-Baptiste de Sauveterre                                                   | Sauveterre                          |                                                                  | 44° 01′ 23″ nord, 4° 47′ 25″ est |                | |                                                 | Église Saint-Jean-Baptiste de Sauveterre |
| Église Saint-Martin de Savignargues                                                        | Savignargues                        |                                                                  | à géolocaliser                   |                | |                                                 | Image manquante Téléverser |
| Église Saint-Privat de Saze                                                                | Saze                                |                                                                  | 43° 56′ 30″ nord, 4° 40′ 54″ est |                | |                                                 | Église Saint-Privat de Saze |
| Église Notre-Dame-de-l'Assomption de Sénéchas                                              | Sénéchas                            |                                                                  | 44° 19′ 29″ nord, 4° 01′ 42″ est |                | |                                                 | Église Notre-Dame-de-l'Assomption de Sénéchas |
| Église Saint-Sauveur de Sernhac                                                            | Sernhac                             |                                                                  | 43° 54′ 38″ nord, 4° 33′ 10″ est |                | |                                                 | Église Saint-Sauveur de Sernhac |
| Église Saint-Jean-Baptiste de Servas                                                       | Servas                              |                                                                  | 44° 09′ 27″ nord, 4° 11′ 41″ est |                | |                                                 | Image manquante Téléverser |
| Église Saint-Martin de Serviers-et-Labaume                                                 | Serviers-et-Labaume                 |                                                                  | 44° 02′ 10″ nord, 4° 21′ 17″ est |                | |                                                 | Église Saint-Martin de Serviers-et-Labaume |
| Église Saint-Baudile de Seynes                                                             | Seynes                              |                                                                  | 44° 06′ 59″ nord, 4° 17′ 04″ est |                | |                                                 | Image manquante Téléverser |
| Église Saint-Pons de Sommières                                                             | Sommières                           |                                                                  | 43° 47′ 02″ nord, 4° 05′ 28″ est |                | |                                                 | Église Saint-Pons de Sommières |
| Église Notre-Dame de Soudorgues                                                            | Soudorgues                          |                                                                  | 44° 04′ 02″ nord, 3° 49′ 46″ est |                | |                                                 | Image manquante Téléverser |
| Église Saint-Pierre de l'Église                                                            | Soustelle                           |                                                                  | 44° 10′ 53″ nord, 4° 00′ 49″ est |                | |                                                 | Image manquante Téléverser |
| Ancienne église Saint-André de Souvignargues                                               | Souvignargues                       |                                                                  | 43° 48′ 57″ nord, 4° 07′ 43″ est | « PA00103240 » | Inscrit MH | 1949                                            | Ancienne église Saint-André de Souvignargues |
| Église de Saint-Étienne d'Escattes                                                         | Souvignargues                       |                                                                  | 43° 49′ 09″ nord, 4° 08′ 48″ est | « PA00103241 » | Inscrit MH | 1949                                            | Église de Saint-Étienne d'Escattes |
| Église Saint-André de Souvignargues                                                        | Souvignargues                       |                                                                  | 43° 48′ 56″ nord, 4° 07′ 18″ est |                | |                                                 | Église Saint-André de Souvignargues |
| Église Sainte-Marie Notre-Dame de Sumène                                                   | Sumène                              |                                                                  | 43° 58′ 47″ nord, 3° 42′ 51″ est |                | |                                                 | Église Sainte-Marie Notre-Dame de Sumène |
| Église de Cézas                                                                            | Sumène                              |                                                                  | 43° 58′ 33″ nord, 3° 46′ 41″ est |                | |                                                 | Image manquante Téléverser |
| Église Saint-Michel de Tavel                                                               | Tavel                               |                                                                  | 44° 00′ 40″ nord, 4° 42′ 04″ est |                | |                                                 | Église Saint-Michel de Tavel |
| Église Saint-Pierre de Tharaux                                                             | Tharaux                             |                                                                  | 44° 14′ 32″ nord, 4° 18′ 43″ est |                | |                                                 | Image manquante Téléverser |
| Église Saint-Grégoire de Théziers                                                          | Théziers                            |                                                                  | 43° 53′ 55″ nord, 4° 37′ 14″ est | « PA00103243 » | Inscrit MH | 1986                                            | Église Saint-Grégoire de Théziers |
| Église Saint-Baudile de Tornac                                                             | Tornac                              |                                                                  | 44° 01′ 17″ nord, 3° 59′ 28″ est | « PA00103245 » | Classé MH | 1911                                            | Église Saint-Baudile de Tornac |
| Ancienne église de Saint Pierre de Savignac                                                | Tornac                              | hameau de Bouzène                                                | à géolocaliser                   |                | |                                                 | Image manquante Téléverser |
| Église Saint-Martin-de-Jussan de Tresques                                                  | Tresques                            |                                                                  | 44° 06′ 49″ nord, 4° 35′ 22″ est | « PA00103246 » | Classé MH | 1982                                            | Église Saint-Martin-de-Jussan de Tresques |
| Église de l'Exaltation-de-la-Sainte-Croix de Tresques                                      | Tresques                            |                                                                  | 44° 06′ 23″ nord, 4° 35′ 12″ est |                | |                                                 | Église de l'Exaltation-de-la-Sainte-Croix de Tresques |
| Église Notre-Dame-de-la-Purification de Trèves                                             | Trèves                              |                                                                  | 44° 04′ 37″ nord, 3° 23′ 20″ est |                | |                                                 | Église Notre-Dame-de-la-Purification de Trèves |
| Église Saint-Paul d'Uchaud                                                                 | Uchaud                              |                                                                  | 43° 45′ 27″ nord, 4° 16′ 11″ est |                | |                                                 | Église Saint-Paul d'Uchaud |
| Cathédrale Saint-Théodorit d'Uzès                                                          | Uzès                                |                                                                  | 44° 00′ 43″ nord, 4° 25′ 20″ est | « PA00103250 » | Classé MH Tour dite Campanile ou Tour Fenestrelle ; Classé MH Cathédrale | 1862 ; 1963                                     | Cathédrale Saint-Théodorit d'Uzès |
| Église Saint-Étienne d'Uzès                                                                | Uzès                                |                                                                  | 44° 00′ 39″ nord, 4° 25′ 08″ est | « PA00103254 » | Classé MH | 1974                                            | Église Saint-Étienne d'Uzès |
| Église Saint-Julien d'Uzès                                                                 | Uzès                                |                                                                  | 44° 00′ 48″ nord, 4° 25′ 19″ est | « PA30000025 » | Inscrit MH | 1999                                            | Image manquante Téléverser |
| Église Saint-Geniès d'Uzès                                                                 | Uzès                                |                                                                  | 44° 01′ 17″ nord, 4° 24′ 58″ est | « PA00103255 » | Inscrit MH | 1949                                            | Église Saint-Geniès d'Uzès |
| Église Saint-André de Vabres                                                               | Vabres                              |                                                                  | 44° 01′ 56″ nord, 3° 53′ 19″ est |                | |                                                 | Image manquante Téléverser |
| Église Notre-Dame de Notre-Dame-de-la-Rouvière                                             | Val-d'Aigoual                       |                                                                  | 44° 02′ 54″ nord, 3° 42′ 03″ est |                | |                                                 | Image manquante Téléverser |
| Église Notre-Dame-de-Bonheur de l'Espérou                                                  | Val-d'Aigoual                       |                                                                  | 44° 05′ 35″ nord, 3° 32′ 47″ est |                | |                                                 | Image manquante Téléverser |
| Église Saint-Joseph du Mazel                                                               | Val-d'Aigoual                       |                                                                  | 44° 02′ 59″ nord, 3° 41′ 10″ est |                | |                                                 | Image manquante Téléverser |
| Église Saint-Martin-de-Tours de Valleraugue                                                | Val-d'Aigoual                       |                                                                  | 44° 04′ 53″ nord, 3° 38′ 32″ est |                | |                                                 | Image manquante Téléverser |
| Église Saint-Roch d'Ardaillers                                                             | Val-d'Aigoual                       |                                                                  | 44° 04′ 04″ nord, 3° 41′ 32″ est |                | |                                                 | Image manquante Téléverser |
| Église Saint-André de Vallabrègues                                                         | Vallabrègues                        |                                                                  | 43° 51′ 12″ nord, 4° 37′ 41″ est |                | |                                                 | Église Saint-André de Vallabrègues |
| Église Saint-Étienne de Vallabrix                                                          | Vallabrix                           |                                                                  | 44° 03′ 37″ nord, 4° 28′ 45″ est |                | |                                                 | Image manquante Téléverser |
| Église Saint-André de Vallérargues                                                         | Vallérargues                        |                                                                  | 44° 07′ 52″ nord, 4° 21′ 02″ est |                | |                                                 | Image manquante Téléverser |
| Église Saint-Julien de Valliguières                                                        | Valliguières                        |                                                                  | 44° 00′ 24″ nord, 4° 34′ 45″ est | « PA30000066 » | Inscrit MH | 2007                                            | Église Saint-Julien de Valliguières |
| Église Notre-Dame-de-l'Assomption de Vauvert                                               | Vauvert                             |                                                                  | 43° 41′ 32″ nord, 4° 16′ 41″ est |                | |                                                 | Image manquante Téléverser |
| Église Saint-Jean-Baptiste de Vénéjan                                                      | Vénéjan                             |                                                                  | 44° 11′ 46″ nord, 4° 39′ 29″ est |                | |                                                 | Église Saint-Jean-Baptiste de Vénéjan |
| Église Saint-Théodorit de Verfeuil                                                         | Verfeuil                            |                                                                  | 44° 10′ 13″ nord, 4° 26′ 44″ est |                | |                                                 | Image manquante Téléverser |
| Église Notre-Dame-d'Accueil de Vergèze                                                     | Vergèze                             |                                                                  | 43° 44′ 11″ nord, 4° 14′ 18″ est |                | |                                                 | Image manquante Téléverser |
| Église Saint-Félix de Vergèze                                                              | Vergèze                             |                                                                  | 43° 44′ 39″ nord, 4° 13′ 15″ est |                | |                                                 | Église Saint-Félix de Vergèze |
| Église Saint-Pierre de Vers                                                                | Vers-Pont-du-Gard                   |                                                                  | 43° 58′ 02″ nord, 4° 31′ 28″ est |                | |                                                 | Image manquante Téléverser |
| Église Notre-Dame de Vestric-et-Candiac                                                    | Vestric-et-Candiac                  |                                                                  | 43° 44′ 26″ nord, 4° 15′ 33″ est |                | |                                                 | Église Notre-Dame de Vestric-et-Candiac |
| Église Saint-André de Vézénobres                                                           | Vézénobres                          |                                                                  | 44° 03′ 10″ nord, 4° 08′ 28″ est |                | |                                                 | Image manquante Téléverser |
| Église Saint-Jean de Vic-le-Fesq                                                           | Vic-le-Fesq                         |                                                                  | 43° 52′ 09″ nord, 4° 04′ 59″ est |                | |                                                 | Image manquante Téléverser |
| Église Sainte-Thérèse de Villeneuve-lès-Avignon                                            | Villeneuve-lès-Avignon              |                                                                  | 43° 57′ 18″ nord, 4° 47′ 04″ est |                | |                                                 | Image manquante Téléverser |
| Collégiale Notre-Dame de Villeneuve-lès-Avignon                                            | Villeneuve-lès-Avignon              |                                                                  | 43° 57′ 48″ nord, 4° 47′ 53″ est | « PA00103305 » | Classé MH | 1862                                            | Collégiale Notre-Dame de Villeneuve-lès-Avignon |
| Chartreuse Notre-Dame-du-Val-de-Bénédiction                                                | Villeneuve-lès-Avignon              |                                                                  | 43° 57′ 59″ nord, 4° 47′ 51″ est | « PA00103303 » | Classé MH ; Inscrit MH | 1862, 1905, 1910, 1911, 1928, 1938 ; 1936, 1937 | Chartreuse Notre-Dame-du-Val-de-Bénédiction |
| Église Saint-Baudile de Villevieille                                                       | Villevieille                        |                                                                  | 43° 47′ 16″ nord, 4° 05′ 46″ est |                | |                                                 | Église Saint-Baudile de Villevieille |
| Église Notre-Dame-de-la-Purification de Vissec                                             | Vissec                              |                                                                  | 43° 53′ 56″ nord, 3° 27′ 30″ est |                | |                                                 | Image manquante Téléverser |

### Culteprotestant
| Église                                                                             | Commune                             | Adresse                                                   | Coordonnées                      | Notice         | Protection | Date | Illustration                                                               |
| ---------------------------------------------------------------------------------- | ----------------------------------- | --------------------------------------------------------- | -------------------------------- | -------------- | ---------- | ---- | -------------------------------------------------------------------------- |
| Temple protestant d'Aigaliers                                                      | Aigaliers                           |                                                           | 44° 03′ 32″ nord, 4° 19′ 16″ est |                |            |      | Temple protestant d'Aigaliers                                              |
| Temple protestant d'Aigremont                                                      | Aigremont                           |                                                           | 43° 57′ 52″ nord, 4° 07′ 17″ est |                |            |      | Image manquante Téléverser                                                 |
| Temple protestant d'Aigues-Mortes                                                  | Aigues-Mortes                       |                                                           | 43° 34′ 15″ nord, 4° 11′ 31″ est |                |            |      | Temple protestant d'Aigues-Mortes                                          |
| Temple protestant d'Aigues-Vives                                                   | Aigues-Vives                        |                                                           | 43° 44′ 21″ nord, 4° 10′ 53″ est |                |            |      | Temple protestant d'Aigues-Vives                                           |
| Temple de l'Église protestante unie de France d'Aimargues                          | Aimargues                           |                                                           | 43° 41′ 06″ nord, 4° 12′ 43″ est |                |            |      | Temple de l'Église protestante unie de France d'Aimargues                  |
| Temple protestant d'Alès                                                           | Alès                                |                                                           | 44° 07′ 25″ nord, 4° 04′ 30″ est |                |            |      | Temple protestant d'Alès                                                   |
| Temple protestant de Tamaris                                                       | Alès                                |                                                           | 44° 08′ 53″ nord, 4° 05′ 14″ est |                |            |      | Image manquante Téléverser                                                 |
| Assemblée Chrétienne d'Alès                                                        | Alès                                | avenue d'Alsace                                           | à géolocaliser                   |                |            |      | Image manquante Téléverser                                                 |
| Église évangélique pentecôtiste Assemblée de Dieu d'Alès                           | Alès                                | chemin de Trespeaux                                       | à géolocaliser                   |                |            |      | Image manquante Téléverser                                                 |
| Église évangélique méthodiste d'Alès                                               | Alès                                | rue Paul Verlaine                                         | à géolocaliser                   |                |            |      | Image manquante Téléverser                                                 |
| Église réformée évangélique d'Alès                                                 | Alès                                | avenue Marcel Cachin                                      | à géolocaliser                   |                |            |      | Image manquante Téléverser                                                 |
| Grand temple d'Anduze                                                              | Anduze                              |                                                           | 44° 03′ 12″ nord, 3° 59′ 12″ est | « PA00102954 » | Classé MH  | 1979 | Grand temple d'Anduze                                                      |
| Chapelle méthodiste d'Anduze                                                       | Anduze                              |                                                           | à géolocaliser                   |                |            |      | Image manquante Téléverser                                                 |
| Temple de l'Église protestante unie de France d'Arpaillargues-et-Aureillac         | Arpaillargues-et-Aureillac          |                                                           | 44° 00′ 01″ nord, 4° 22′ 19″ est |                |            |      | Temple de l'Église protestante unie de France d'Arpaillargues-et-Aureillac |
| Temple protestant d'Arphy                                                          | Arphy                               |                                                           | 44° 01′ 43″ nord, 3° 35′ 32″ est |                |            |      | Image manquante Téléverser                                                 |
| Temple protestant d'Aspères                                                        | Aspères                             |                                                           | 43° 48′ 31″ nord, 4° 02′ 44″ est |                |            |      | Temple protestant d'Aspères                                                |
| Temple protestant d'Aubais                                                         | Aubais                              |                                                           | 43° 45′ 18″ nord, 4° 08′ 57″ est |                |            |      | Temple protestant d'Aubais                                                 |
| Temple protestant d'Aubord                                                         | Aubord                              |                                                           | 43° 45′ 27″ nord, 4° 18′ 47″ est |                |            |      | Temple protestant d'Aubord                                                 |
| Temple protestant d'Aubussargues                                                   | Aubussargues                        |                                                           | 44° 00′ 26″ nord, 4° 19′ 23″ est |                |            |      | Image manquante Téléverser                                                 |
| Temple de l'Église réformée de France d'Aujargues                                  | Aujargues                           |                                                           | 43° 47′ 26″ nord, 4° 07′ 22″ est |                |            |      | Temple de l'Église réformée de France d'Aujargues                          |
| Temple protestant d'Aulas                                                          | Aulas                               |                                                           | 44° 00′ 03″ nord, 3° 35′ 09″ est |                |            |      | Image manquante Téléverser                                                 |
| Temple protestant d'Aumessas                                                       | Aumessas                            |                                                           | 43° 59′ 30″ nord, 3° 30′ 15″ est |                |            |      | Image manquante Téléverser                                                 |
| Temple de l’Église Protestante Unie de France d'Avèze                              | Avèze                               |                                                           | 43° 58′ 21″ nord, 3° 35′ 56″ est |                |            |      | Image manquante Téléverser                                                 |
| Temple protestant de Bagard                                                        | Bagard                              |                                                           | 44° 04′ 19″ nord, 4° 02′ 57″ est |                |            |      | Image manquante Téléverser                                                 |
| Temple protestant de Bagnols-sur-Cèze                                              | Bagnols-sur-Cèze                    |                                                           | 44° 09′ 47″ nord, 4° 37′ 24″ est |                |            |      | Image manquante Téléverser                                                 |
| Temple protestant de Baron                                                         | Baron                               |                                                           | 44° 02′ 57″ nord, 4° 16′ 53″ est |                |            |      | Temple protestant de Baron                                                 |
| Temple protestant de Beauvoisin                                                    | Beauvoisin                          |                                                           | 43° 43′ 05″ nord, 4° 19′ 28″ est | « PA30000091 » | Inscrit MH | 2012 | Temple protestant de Beauvoisin                                            |
| Temple protestant de Bernis                                                        | Bernis                              |                                                           | 43° 45′ 54″ nord, 4° 17′ 13″ est | « PA30000092 » | Inscrit MH | 2012 | Image manquante Téléverser                                                 |
| Temple protestant de Bessèges                                                      | Bessèges                            |                                                           | 44° 17′ 27″ nord, 4° 06′ 14″ est |                |            |      | Image manquante Téléverser                                                 |
| Temple de l'Église réformée de France de Blauzac                                   | Blauzac                             |                                                           | 43° 57′ 48″ nord, 4° 22′ 02″ est |                |            |      | Temple de l'Église réformée de France de Blauzac                           |
| Temple protestant de Boisset                                                       | Boisset-et-Gaujac                   |                                                           | 44° 02′ 52″ nord, 4° 00′ 32″ est |                |            |      | Image manquante Téléverser                                                 |
| Temple protestant de Boucoiran-et-Nozières                                         | Boucoiran-et-Nozières               |                                                           | 43° 59′ 33″ nord, 4° 11′ 18″ est |                |            |      | Image manquante Téléverser                                                 |
| Temple protestant du Puech                                                         | Bouquet                             |                                                           | 44° 09′ 34″ nord, 4° 17′ 24″ est |                |            |      | Image manquante Téléverser                                                 |
| Temple protestant de Bourdic                                                       | Bourdic                             |                                                           | 43° 59′ 04″ nord, 4° 19′ 51″ est |                |            |      | Image manquante Téléverser                                                 |
| Temple protestant de Branoux-les-Taillades                                         | Branoux-les-Taillades               |                                                           | 44° 13′ 12″ nord, 3° 59′ 22″ est |                |            |      | Temple protestant de Branoux-les-Taillades                                 |
| Temple protestant de Bréau-et-Salagosse                                            | Bréau-Mars                          |                                                           | 43° 59′ 21″ nord, 3° 34′ 22″ est |                |            |      | Image manquante Téléverser                                                 |
| Temple protestant de Brignon                                                       | Brignon                             |                                                           | 43° 59′ 26″ nord, 4° 12′ 53″ est |                |            |      | Image manquante Téléverser                                                 |
| Temple protestant de Brouzet-lès-Alès                                              | Brouzet-lès-Alès                    |                                                           | 44° 08′ 14″ nord, 4° 14′ 44″ est |                |            |      | Image manquante Téléverser                                                 |
| Temple de l'Église réformée de France de Calvisson                                 | Calvisson                           |                                                           | 43° 47′ 03″ nord, 4° 11′ 29″ est |                |            |      | Temple de l'Église réformée de France de Calvisson                         |
| Temple protestant de Canaules-et-Argentières                                       | Canaules-et-Argentières             |                                                           | 43° 58′ 57″ nord, 4° 03′ 03″ est |                |            |      | Temple protestant de Canaules-et-Argentières                               |
| Temple protestant de Cannes-et-Clairan                                             | Cannes-et-Clairan                   |                                                           | 43° 54′ 00″ nord, 4° 05′ 06″ est |                |            |      | Temple protestant de Cannes-et-Clairan                                     |
| Temple protestant de Cardet                                                        | Cardet                              |                                                           | 44° 01′ 35″ nord, 4° 04′ 49″ est |                |            |      | Image manquante Téléverser                                                 |
| Temple protestant de Cassagnoles                                                   | Cassagnoles                         |                                                           | 44° 01′ 23″ nord, 4° 07′ 49″ est |                |            |      | Image manquante Téléverser                                                 |
| Temple protestant de Castelnau-Valence                                             | Castelnau-Valence                   |                                                           | 44° 00′ 30″ nord, 4° 15′ 02″ est |                |            |      | Temple protestant de Castelnau-Valence                                     |
| Temple protestant de Caveirac                                                      | Caveirac                            |                                                           | 43° 49′ 30″ nord, 4° 15′ 44″ est |                |            |      | Temple protestant de Caveirac                                              |
| Chapelle méthodiste de Caveirac                                                    | Caveirac                            | Aménagée au sein d'une ancienne maison non loin du temple | à géolocaliser                   |                |            |      | Image manquante Téléverser                                                 |
| Temple protestant de Malataverne                                                   | Cendras                             |                                                           | 44° 09′ 35″ nord, 4° 01′ 45″ est |                |            |      | Image manquante Téléverser                                                 |
| Temple protestant de Clarensac                                                     | Clarensac                           |                                                           | 43° 49′ 42″ nord, 4° 13′ 01″ est |                |            |      | Temple protestant de Clarensac                                             |
| Temple protestant de Codognan                                                      | Codognan                            |                                                           | 43° 43′ 56″ nord, 4° 13′ 09″ est |                |            |      | Temple protestant de Codognan                                              |
| Temple protestant de Collorgues                                                    | Collorgues                          |                                                           | 44° 00′ 17″ nord, 4° 17′ 27″ est |                |            |      | Temple protestant de Collorgues                                            |
| Temple protestant de Colognac                                                      | Colognac                            |                                                           | 44° 01′ 43″ nord, 3° 49′ 18″ est |                |            |      | Image manquante Téléverser                                                 |
| Temple protestant de Combas                                                        | Combas                              |                                                           | 43° 51′ 21″ nord, 4° 06′ 49″ est |                |            |      | Temple protestant de Combas                                                |
| Temple de l'Église protestante unie de France de Congénies                         | Congénies                           |                                                           | 43° 46′ 44″ nord, 4° 09′ 41″ est |                |            |      | Temple de l'Église protestante unie de France de Congénies                 |
| Temple protestant, ancien prieuré Saint-Michel-de-Corbès de Corbès                 | Corbès                              |                                                           | 44° 04′ 43″ nord, 3° 57′ 17″ est |                |            |      | Image manquante Téléverser                                                 |
| Temple protestant de Crespian                                                      | Crespian                            |                                                           | 43° 52′ 56″ nord, 4° 05′ 43″ est |                |            |      | Temple protestant de Crespian                                              |
| Temple de l'Église Protestante Unie de France de Cros                              | Cros                                |                                                           | 43° 59′ 48″ nord, 3° 49′ 22″ est |                |            |      | Image manquante Téléverser                                                 |
| Temple protestant de Cruviers-Lascours                                             | Cruviers-Lascours                   |                                                           | 44° 00′ 13″ nord, 4° 12′ 13″ est |                |            |      | Image manquante Téléverser                                                 |
| Temple protestant de Dions                                                         | Dions                               |                                                           | 43° 55′ 50″ nord, 4° 17′ 43″ est |                |            |      | Temple protestant de Dions                                                 |
| Temple protestant de Durfort-et-Saint-Martin-de-Sossenac                           | Durfort-et-Saint-Martin-de-Sossenac |                                                           | 43° 59′ 27″ nord, 3° 57′ 18″ est |                |            |      | Image manquante Téléverser                                                 |
| Temple protestant d'Euzet                                                          | Euzet                               |                                                           | 44° 04′ 37″ nord, 4° 13′ 59″ est |                |            |      | Temple protestant d'Euzet                                                  |
| Temple protestant de Foissac                                                       | Foissac                             |                                                           | 44° 02′ 31″ nord, 4° 17′ 53″ est |                |            |      | Image manquante Téléverser                                                 |
| Temple protestant de Fons                                                          | Fons                                |                                                           | 43° 54′ 34″ nord, 4° 11′ 44″ est |                |            |      | Image manquante Téléverser                                                 |
| Temple protestant de Fons-sur-Lussan                                               | Fons-sur-Lussan                     |                                                           | 44° 11′ 08″ nord, 4° 19′ 38″ est |                |            |      | Image manquante Téléverser                                                 |
| Temple protestant de Fontanès                                                      | Fontanès                            |                                                           | 43° 49′ 48″ nord, 4° 05′ 14″ est |                |            |      | Temple protestant de Fontanès                                              |
| Temple protestant de Gajan                                                         | Gajan                               |                                                           | 43° 53′ 52″ nord, 4° 12′ 52″ est |                |            |      | Image manquante Téléverser                                                 |
| Temple protestant de Gallargues-le-Montueux                                        | Gallargues-le-Montueux              |                                                           | 43° 43′ 22″ nord, 4° 10′ 24″ est | « PA30000114 » | Inscrit MH | 2015 | Temple protestant de Gallargues-le-Montueux                                |
| Temple protestant de Garrigues-Sainte-Eulalie                                      | Garrigues-Sainte-Eulalie            |                                                           | 43° 59′ 37″ nord, 4° 19′ 02″ est |                |            |      | Image manquante Téléverser                                                 |
| Temple protestant de Générac                                                       | Générac                             |                                                           | 43° 43′ 40″ nord, 4° 20′ 56″ est |                |            |      | Temple protestant de Générac                                               |
| Temple de l'Église Réformée Évangélique de Générargues                             | Générargues                         |                                                           | 44° 04′ 54″ nord, 3° 59′ 01″ est |                |            |      | Image manquante Téléverser                                                 |
| Temple protestant de Génolhac                                                      | Génolhac                            |                                                           | 44° 20′ 54″ nord, 3° 57′ 05″ est |                |            |      | Image manquante Téléverser                                                 |
| Temple protestant du Pont de Rastel                                                | Génolhac                            |                                                           | 44° 18′ 58″ nord, 3° 57′ 53″ est |                |            |      | Image manquante Téléverser                                                 |
| Temple protestant de Junas                                                         | Junas                               |                                                           | 43° 46′ 17″ nord, 4° 07′ 18″ est |                |            |      | Temple protestant de Junas                                                 |
| Temple protestant de L'Estréchure                                                  | L'Estréchure                        |                                                           | 44° 06′ 27″ nord, 3° 47′ 03″ est |                |            |      | Image manquante Téléverser                                                 |
| Temple protestant de La Calmette                                                   | La Calmette                         |                                                           | 43° 55′ 29″ nord, 4° 15′ 53″ est | « PA00103337 » | Inscrit MH | 1991 | Temple protestant de La Calmette                                           |
| Temple protestant du Trescol                                                       | La Grand-Combe                      |                                                           | 44° 13′ 17″ nord, 4° 00′ 58″ est |                |            |      | Image manquante Téléverser                                                 |
| Temple de l'Église réformée de France de La Rouvière                               | La Rouvière                         |                                                           | 43° 55′ 57″ nord, 4° 14′ 03″ est |                |            |      | Image manquante Téléverser                                                 |
| Temple protestant de La Vernarède                                                  | La Vernarède                        |                                                           | 44° 17′ 04″ nord, 4° 00′ 08″ est |                |            |      | Temple protestant de La Vernarède                                          |
| Temple protestant de Langlade                                                      | Langlade                            |                                                           | 43° 48′ 14″ nord, 4° 14′ 58″ est |                |            |      | Temple protestant de Langlade                                              |
| Temple protestant de Lasalle                                                       | Lasalle                             |                                                           | 44° 02′ 44″ nord, 3° 51′ 15″ est |                |            |      | Temple protestant de Lasalle                                               |
| Temple protestant du Cailar                                                        | Le Cailar                           |                                                           | 43° 40′ 24″ nord, 4° 14′ 11″ est |                |            |      | Image manquante Téléverser                                                 |
| Temple de l'Église protestante unie de France des Cévennes Viganaises              | Le Vigan                            | temple de la rue du Palais, Salle Wesley                  | à géolocaliser                   |                |            |      | Image manquante Téléverser                                                 |
| Temple de l'Église Réformée Évangélique du Vigan                                   | Le Vigan                            | chapelle de la rue du Maquis                              | à géolocaliser                   |                |            |      | Image manquante Téléverser                                                 |
| Temple de l'Église protestante unie de France de Lecques                           | Lecques                             |                                                           | 43° 50′ 17″ nord, 4° 03′ 48″ est |                |            |      | Image manquante Téléverser                                                 |
| Temple protestant de Lédignan                                                      | Lédignan                            |                                                           | 43° 59′ 21″ nord, 4° 06′ 24″ est |                |            |      | Temple protestant de Lédignan                                              |
| Temple protestant des Mages                                                        | Les Mages                           |                                                           | 44° 13′ 46″ nord, 4° 09′ 59″ est |                |            |      | Image manquante Téléverser                                                 |
| Temple protestant des Plantiers                                                    | Les Plantiers                       |                                                           | 44° 07′ 04″ nord, 3° 43′ 22″ est |                |            |      | Image manquante Téléverser                                                 |
| Temple protestant de Lézan                                                         | Lézan                               |                                                           | 44° 00′ 49″ nord, 4° 03′ 04″ est |                |            |      | Temple protestant de Lézan                                                 |
| Temple protestant de Logrian-Florian                                               | Logrian-Florian                     |                                                           | 43° 57′ 22″ nord, 4° 01′ 43″ est |                |            |      | Temple protestant de Logrian-Florian                                       |
| Temple protestant de Lussan                                                        | Lussan                              |                                                           | 44° 09′ 08″ nord, 4° 22′ 00″ est | « PA30000115 » | Inscrit MH | 2015 | Temple protestant de Lussan                                                |
| Temple protestant de Mandagout                                                     | Mandagout                           |                                                           | 44° 01′ 13″ nord, 3° 37′ 33″ est |                |            |      | Image manquante Téléverser                                                 |
| Temple protestant de Maruéjols-lès-Gardon                                          | Maruéjols-lès-Gardon                |                                                           | 44° 00′ 19″ nord, 4° 07′ 58″ est |                |            |      | Image manquante Téléverser                                                 |
| Temple protestant de Massillargues-Attuech                                         | Massillargues-Attuech               |                                                           | 44° 01′ 13″ nord, 4° 01′ 35″ est |                |            |      | Image manquante Téléverser                                                 |
| Temple protestant de Méjannes-lès-Alès                                             | Méjannes-lès-Alès                   |                                                           | 44° 06′ 00″ nord, 4° 09′ 15″ est |                |            |      | Image manquante Téléverser                                                 |
| Temple protestant de Mialet                                                        | Mialet                              |                                                           | 44° 06′ 40″ nord, 3° 56′ 34″ est |                |            |      | Image manquante Téléverser                                                 |
| Temple protestant de Milhaud                                                       | Milhaud                             |                                                           | 43° 47′ 27″ nord, 4° 18′ 24″ est |                |            |      | Image manquante Téléverser                                                 |
| Temple de l’Église Protestante Unie de France de Molières-Cavaillac                | Molières-Cavaillac                  |                                                           | 43° 58′ 31″ nord, 3° 34′ 30″ est |                |            |      | Image manquante Téléverser                                                 |
| Salle paroissiale protestante de Molières-Cavaillac                                | Molières-Cavaillac                  |                                                           | à géolocaliser                   |                |            |      | Image manquante Téléverser                                                 |
| Temple protestant de Monoblet                                                      | Monoblet                            |                                                           | 43° 59′ 55″ nord, 3° 53′ 01″ est |                |            |      | Temple protestant de Monoblet                                              |
| Temple protestant de Mons                                                          | Mons                                |                                                           | 44° 06′ 53″ nord, 4° 10′ 24″ est |                |            |      | Image manquante Téléverser                                                 |
| Temple protestant de Montdardier                                                   | Montdardier                         |                                                           | 43° 55′ 38″ nord, 3° 35′ 26″ est |                |            |      | Image manquante Téléverser                                                 |
| Temple protestant de Monteils                                                      | Monteils                            |                                                           | 44° 05′ 21″ nord, 4° 10′ 54″ est | « PA00103080 » | Inscrit MH | 1927 | Image manquante Téléverser                                                 |
| Temple de l'Église réformée de France de Montignargues                             | Montignargues                       |                                                           | 43° 55′ 50″ nord, 4° 11′ 54″ est |                |            |      | Image manquante Téléverser                                                 |
| Temple protestant de Montmirat                                                     | Montmirat                           |                                                           | 43° 53′ 56″ nord, 4° 06′ 09″ est |                |            |      | Temple protestant de Montmirat                                             |
| Temple de l'Église protestante unie de France de Montpezat                         | Montpezat                           |                                                           | 43° 51′ 12″ nord, 4° 09′ 29″ est |                |            |      | Image manquante Téléverser                                                 |
| Temple protestant de Moussac                                                       | Moussac                             |                                                           | 43° 58′ 51″ nord, 4° 13′ 28″ est | « PA00103087 » | Inscrit MH | 1977 | Temple protestant de Moussac                                               |
| Temple protestant de Mus                                                           | Mus                                 |                                                           | 43° 44′ 25″ nord, 4° 12′ 02″ est |                |            |      | Temple protestant de Mus                                                   |
| Temple protestant de Nages-et-Solorgues                                            | Nages-et-Solorgues                  |                                                           | 43° 47′ 25″ nord, 4° 13′ 48″ est |                |            |      | Temple protestant de Nages-et-Solorgues                                    |
| Temple protestant de Navacelles                                                    | Navacelles                          |                                                           | 44° 09′ 50″ nord, 4° 14′ 22″ est |                |            |      | Image manquante Téléverser                                                 |
| Temple protestant de Ners                                                          | Ners                                |                                                           | 44° 01′ 33″ nord, 4° 09′ 34″ est |                |            |      | Temple protestant de Ners                                                  |
| Grand temple de Nîmes                                                              | Nîmes                               |                                                           | 43° 50′ 19″ nord, 4° 21′ 47″ est | « PA00103152 » | Inscrit MH | 1964 | Grand temple de Nîmes                                                      |
| Petit temple de Nîmes                                                              | Nîmes                               |                                                           | 43° 50′ 20″ nord, 4° 21′ 24″ est | « PA00103153 » | Inscrit MH | 1964 | Petit temple de Nîmes                                                      |
| Temple réformé de l'Oratoire de Nîmes                                              | Nîmes                               | Nîmes centre, place de l'Oratoire                         | 43° 50′ 03″ nord, 4° 21′ 21″ est |                |            |      | Temple réformé de l'Oratoire de Nîmes                                      |
| Temple réformé de Saint-Césaire de Nîmes                                           | Nîmes                               | rue du Temple de Saint-Césaire                            | 43° 49′ 02″ nord, 4° 19′ 34″ est |                |            |      | Image manquante Téléverser                                                 |
| Temple réformé du Mas des Abeilles de Nîmes                                        | Nîmes                               |                                                           | 43° 48′ 43″ nord, 4° 22′ 28″ est |                |            |      | Image manquante Téléverser                                                 |
| Temple réformé de la Fraternité de Nîmes                                           | Nîmes                               | Nîmes Est, rue Antoine Delon                              | 43° 50′ 25″ nord, 4° 22′ 37″ est |                |            |      | Image manquante Téléverser                                                 |
| Temple réformé de Nîmes (rue Ambroise Croizat)                                     | Nîmes                               |                                                           | à géolocaliser                   |                |            |      | Image manquante Téléverser                                                 |
| Temple réformé de Nîmes (chemin du Bachas)                                         | Nîmes                               |                                                           | à géolocaliser                   |                |            |      | Image manquante Téléverser                                                 |
| Armée du Salut de Nîmes (boulevard Victor Hugo)                                    | Nîmes                               |                                                           | à géolocaliser                   |                |            |      | Image manquante Téléverser                                                 |
| Armée du Salut de Nîmes (rue Régale)                                               | Nîmes                               |                                                           | à géolocaliser                   |                |            |      | Image manquante Téléverser                                                 |
| Assemblée chrétienne de Nîmes                                                      | Nîmes                               | rue de la Bienfaisance                                    | à géolocaliser                   |                |            |      | Image manquante Téléverser                                                 |
| Assemblée évangélique protestante de Nîmes                                         | Nîmes                               | rue Séguier                                               | à géolocaliser                   |                |            |      | Image manquante Téléverser                                                 |
| Centre Martin Luther King - Assemblée Chrétienne de Nîmes                          | Nîmes                               | chemin du Saut du Lièvre                                  | à géolocaliser                   |                |            |      | Image manquante Téléverser                                                 |
| Église réformée évangélique de Nîmes (rue Adrien)                                  | Nîmes                               |                                                           | à géolocaliser                   |                |            |      | Image manquante Téléverser                                                 |
| Église réformée évangélique de Nîmes (rue Henri Revoil)                            | Nîmes                               |                                                           | à géolocaliser                   |                |            |      | Image manquante Téléverser                                                 |
| Église protestante évangélique de Nîmes                                            | Nîmes                               | rue du Fort                                               | à géolocaliser                   |                |            |      | Image manquante Téléverser                                                 |
| Église évangélique la Grâce de Nîmes                                               | Nîmes                               | rue Salomon Reinach                                       | à géolocaliser                   |                |            |      | Image manquante Téléverser                                                 |
| Église évangélique baptiste de Nîmes                                               | Nîmes                               | rue chemin de la Combe des Oiseaux                        | à géolocaliser                   |                |            |      | Image manquante Téléverser                                                 |
| Église évangélique pentecôtiste de Nîmes                                           | Nîmes                               | rue Godin                                                 | à géolocaliser                   |                |            |      | Image manquante Téléverser                                                 |
| Église évangélique de pentecôte AdD "La Rencontre" de Nîmes                        | Nîmes                               | rue Maurice Schumann                                      | à géolocaliser                   |                |            |      | Image manquante Téléverser                                                 |
| Assemblée évangélique de la grâce de Nîmes                                         | Nîmes                               | ancienne route d'Avignon                                  | à géolocaliser                   |                |            |      | Image manquante Téléverser                                                 |
| Église protestante adventiste "L'EssenCiel" de Nîmes                               | Nîmes                               | rue Saint-Rémy                                            | à géolocaliser                   |                |            |      | Image manquante Téléverser                                                 |
| Église néo apostolique de Nîmes                                                    | Nîmes                               | rue Guy de Maupassant                                     | à géolocaliser                   |                |            |      | Image manquante Téléverser                                                 |
| Temple protestant de Sérignac                                                      | Orthoux-Sérignac-Quilhan            |                                                           | 43° 53′ 33″ nord, 4° 03′ 24″ est |                |            |      | Temple protestant de Sérignac                                              |
| Temple de l'Église protestante unie de France de Parignargues                      | Parignargues                        |                                                           | 43° 52′ 24″ nord, 4° 12′ 26″ est |                |            |      | Temple de l'Église protestante unie de France de Parignargues              |
| Temple protestant d'Elzière                                                        | Peyremale                           | hameau de l'Elzière                                       | à géolocaliser                   |                |            |      | Image manquante Téléverser                                                 |
| Temple protestant de Peyrolles                                                     | Peyrolles                           |                                                           | à géolocaliser                   |                |            |      | Image manquante Téléverser                                                 |
| Temple de l'Église protestante unie de France de Pont-Saint-Esprit                 | Pont-Saint-Esprit                   |                                                           | 44° 15′ 25″ nord, 4° 39′ 05″ est |                |            |      | Temple de l'Église protestante unie de France de Pont-Saint-Esprit         |
| Temple protestant de Quissac                                                       | Quissac                             |                                                           | 43° 54′ 27″ nord, 3° 59′ 56″ est | « PA30000093 » | Inscrit MH | 2012 | Temple protestant de Quissac                                               |
| Église évangélique A.D.D. de Quissac                                               | Quissac                             | route d'Anduze                                            | à géolocaliser                   |                |            |      | Image manquante Téléverser                                                 |
| Temple protestant de Ribaute-les-Tavernes                                          | Ribaute-les-Tavernes                |                                                           | 44° 02′ 17″ nord, 4° 04′ 53″ est |                |            |      | Image manquante Téléverser                                                 |
| Temple protestant de Roquedur le Bas                                               | Roquedur                            |                                                           | 43° 58′ 19″ nord, 3° 40′ 50″ est |                |            |      | Image manquante Téléverser                                                 |
| Temple protestant de Saint-Ambroix                                                 | Saint-Ambroix                       |                                                           | 44° 15′ 44″ nord, 4° 11′ 52″ est |                |            |      | Image manquante Téléverser                                                 |
| Temple de l'Église protestante unie de France de Saint-Ambroix                     | Saint-Ambroix                       |                                                           | 44° 15′ 43″ nord, 4° 11′ 56″ est |                |            |      | Image manquante Téléverser                                                 |
| Temple de l'Église protestante unie de France du Rey                               | Saint-André-de-Majencoules          |                                                           | 43° 59′ 59″ nord, 3° 39′ 47″ est |                |            |      | Image manquante Téléverser                                                 |
| Temple protestant de Saint-André-de-Valborgne                                      | Saint-André-de-Valborgne            |                                                           | 44° 09′ 22″ nord, 3° 41′ 01″ est |                |            |      | Image manquante Téléverser                                                 |
| Temple protestant de Tourgueille                                                   | Saint-André-de-Valborgne            |                                                           | 44° 07′ 46″ nord, 3° 39′ 54″ est |                |            |      | Image manquante Téléverser                                                 |
| Temple de l'Église réformée de France de Saint-Bauzély                             | Saint-Bauzély                       |                                                           | 43° 55′ 13″ nord, 4° 11′ 49″ est |                |            |      | Image manquante Téléverser                                                 |
| Temple protestant de Saint-Bénézet                                                 | Saint-Bénézet                       |                                                           | 43° 59′ 29″ nord, 4° 08′ 14″ est |                |            |      | Image manquante Téléverser                                                 |
| Temple protestant de Saint-Césaire-de-Gauzignan                                    | Saint-Césaire-de-Gauzignan          | médiathèque municipale                                    | 44° 01′ 47″ nord, 4° 12′ 16″ est |                |            |      | Image manquante Téléverser                                                 |
| Temple protestant de Saint-Chaptes                                                 | Saint-Chaptes                       |                                                           | 43° 58′ 18″ nord, 4° 16′ 46″ est |                |            |      | Temple protestant de Saint-Chaptes                                         |
| Temple protestant de Saint-Christol-lez-Alès                                       | Saint-Christol-lez-Alès             |                                                           | 44° 05′ 00″ nord, 4° 04′ 37″ est |                |            |      | Image manquante Téléverser                                                 |
| Temple de l'Église réformée de France de Saint-Côme-et-Maruéjols                   | Saint-Côme-et-Maruéjols             |                                                           | 43° 49′ 32″ nord, 4° 12′ 08″ est |                |            |      | Temple de l'Église réformée de France de Saint-Côme-et-Maruéjols           |
| Temple protestant de Saint-Dézéry                                                  | Saint-Dézéry                        |                                                           | 44° 00′ 05″ nord, 4° 16′ 12″ est |                |            |      | Temple protestant de Saint-Dézéry                                          |
| Temple protestant de Saint-Dionisy                                                 | Saint-Dionisy                       |                                                           | 43° 48′ 19″ nord, 4° 13′ 46″ est |                |            |      | Temple protestant de Saint-Dionisy                                         |
| Temple protestant de Saint-Étienne-de-l'Olm                                        | Saint-Étienne-de-l'Olm              |                                                           | 44° 03′ 33″ nord, 4° 11′ 06″ est |                |            |      | Temple protestant de Saint-Étienne-de-l'Olm                                |
| Temple protestant de Saint-Félix-de-Pallières                                      | Saint-Félix-de-Pallières            |                                                           | 44° 01′ 14″ nord, 3° 55′ 31″ est |                |            |      | Image manquante Téléverser                                                 |
| Temple protestant de Saint-Geniès-de-Malgoirès                                     | Saint-Geniès-de-Malgoirès           |                                                           | 43° 56′ 42″ nord, 4° 12′ 51″ est |                |            |      | Image manquante Téléverser                                                 |
| Temple protestant de Saint-Hilaire-de-Brethmas                                     | Saint-Hilaire-de-Brethmas           |                                                           | 44° 04′ 52″ nord, 4° 07′ 35″ est |                |            |      | Temple protestant de Saint-Hilaire-de-Brethmas                             |
| Temple protestant de Saint-Hippolyte-de-Caton                                      | Saint-Hippolyte-de-Caton            |                                                           | 44° 04′ 14″ nord, 4° 12′ 12″ est |                |            |      | Image manquante Téléverser                                                 |
| Temple de l'Église protestante unie de France de Saint-Hippolyte-du-Fort           | Saint-Hippolyte-du-Fort             |                                                           | 43° 57′ 46″ nord, 3° 51′ 30″ est |                |            |      | Temple de l'Église protestante unie de France de Saint-Hippolyte-du-Fort   |
| Temple de l'Église réformée évangélique de Saint-Hippolyte-du-Fort                 | Saint-Hippolyte-du-Fort             |                                                           | 43° 57′ 44″ nord, 3° 51′ 25″ est |                |            |      | Image manquante Téléverser                                                 |
| Temple protestant de Saint-Jean-de-Ceyrargues                                      | Saint-Jean-de-Ceyrargues            |                                                           | 44° 03′ 02″ nord, 4° 13′ 43″ est |                |            |      | Image manquante Téléverser                                                 |
| Temple protestant de Saint-Jean-de-Maruéjols-et-Avéjan                             | Saint-Jean-de-Maruéjols-et-Avéjan   |                                                           | 44° 15′ 30″ nord, 4° 17′ 40″ est |                |            |      | Image manquante Téléverser                                                 |
| Temple protestant de Saint-Jean-du-Gard                                            | Saint-Jean-du-Gard                  |                                                           | 44° 06′ 19″ nord, 3° 52′ 55″ est | « PA30000136 » | Inscrit MH | 2019 | Temple protestant de Saint-Jean-du-Gard                                    |
| Temple protestant de Saint-Jean-du-Pin                                             | Saint-Jean-du-Pin                   |                                                           | 44° 07′ 01″ nord, 4° 03′ 07″ est |                |            |      | Image manquante Téléverser                                                 |
| Temple protestant de Saint-Just-et-Vacquières                                      | Saint-Just-et-Vacquières            |                                                           | 44° 06′ 34″ nord, 4° 13′ 28″ est |                |            |      | Image manquante Téléverser                                                 |
| Temple de l'Église protestante unie de France de Saint-Laurent-d'Aigouze           | Saint-Laurent-d'Aigouze             |                                                           | 43° 37′ 59″ nord, 4° 11′ 46″ est |                |            |      | Image manquante Téléverser                                                 |
| Temple protestant de Saint-Laurent-le-Minier                                       | Saint-Laurent-le-Minier             |                                                           | 43° 55′ 58″ nord, 3° 39′ 14″ est |                |            |      | Image manquante Téléverser                                                 |
| Temple protestant de Saint-Mamert-du-Gard                                          | Saint-Mamert-du-Gard                |                                                           | 43° 53′ 16″ nord, 4° 11′ 18″ est |                |            |      | Temple protestant de Saint-Mamert-du-Gard                                  |
| Temple protestant de Saint-Maurice-de-Cazevieille                                  | Saint-Maurice-de-Cazevieille        |                                                           | 44° 01′ 53″ nord, 4° 13′ 57″ est |                |            |      | Image manquante Téléverser                                                 |
| Temple protestant de Saint-Paul-la-Coste                                           | Saint-Paul-la-Coste                 |                                                           | 44° 08′ 58″ nord, 3° 58′ 09″ est |                |            |      | Image manquante Téléverser                                                 |
| Temple de l'Église protestante unie de France de Saint-Quentin-la-Poterie          | Saint-Quentin-la-Poterie            |                                                           | 44° 02′ 44″ nord, 4° 26′ 20″ est |                |            |      | Temple de l'Église protestante unie de France de Saint-Quentin-la-Poterie  |
| Temple protestant de Bourras                                                       | Saint-Roman-de-Codières             | hameau de Bouras                                          | 44° 00′ 34″ nord, 3° 47′ 29″ est |                |            |      | Temple protestant de Bourras                                               |
| Temple protestant du Ranc                                                          | Saint-Sébastien-d'Aigrefeuille      |                                                           | 44° 05′ 53″ nord, 3° 59′ 39″ est |                |            |      | Image manquante Téléverser                                                 |
| Temple protestant de Saint-Théodorit                                               | Saint-Théodorit                     |                                                           | 43° 56′ 31″ nord, 4° 04′ 54″ est |                |            |      | Temple protestant de Saint-Théodorit                                       |
| Temple protestant de Salindres                                                     | Salindres                           |                                                           | 44° 10′ 19″ nord, 4° 09′ 32″ est |                |            |      | Image manquante Téléverser                                                 |
| Temple protestant de Salinelles                                                    | Salinelles                          |                                                           | 43° 48′ 50″ nord, 4° 03′ 52″ est | « PA00103338 » | Inscrit MH | 1991 | Temple protestant de Salinelles                                            |
| Temple protestant de Sanilhac-Sagriès                                              | Sanilhac-Sagriès                    |                                                           | 43° 57′ 15″ nord, 4° 25′ 27″ est |                |            |      | Image manquante Téléverser                                                 |
| Temple protestant de Saumane                                                       | Saumane                             |                                                           | 44° 07′ 06″ nord, 3° 45′ 45″ est |                |            |      | Image manquante Téléverser                                                 |
| Temple protestant de Sauve                                                         | Sauve                               |                                                           | 43° 56′ 31″ nord, 3° 56′ 56″ est |                |            |      | Image manquante Téléverser                                                 |
| Temple protestant de Sauzet                                                        | Sauzet                              |                                                           | 43° 57′ 41″ nord, 4° 12′ 40″ est |                |            |      | Temple protestant de Sauzet                                                |
| Temple protestant de Seynes                                                        | Seynes                              |                                                           | 44° 06′ 57″ nord, 4° 17′ 05″ est |                |            |      | Image manquante Téléverser                                                 |
| Temple de l'Église Réformée Unie de France de Sommières                            | Sommières                           |                                                           | 43° 47′ 09″ nord, 4° 05′ 28″ est |                |            |      | Temple de l'Église Réformée Unie de France de Sommières                    |
| Temple protestant de Soudorgues                                                    | Soudorgues                          |                                                           | 44° 03′ 51″ nord, 3° 49′ 45″ est |                |            |      | Image manquante Téléverser                                                 |
| Temple de l'Église protestante unie de France de Souvignargues                     | Souvignargues                       |                                                           | 43° 48′ 44″ nord, 4° 07′ 22″ est |                |            |      | Temple de l'Église protestante unie de France de Souvignargues             |
| Temple de l'Église protestante unie de France de Sumène                            | Sumène                              |                                                           | 43° 58′ 45″ nord, 3° 42′ 59″ est |                |            |      | Image manquante Téléverser                                                 |
| Temple protestant de Thoiras                                                       | Thoiras                             |                                                           | 44° 04′ 07″ nord, 3° 55′ 37″ est |                |            |      | Image manquante Téléverser                                                 |
| Temple protestant de Tornac                                                        | Tornac                              |                                                           | 44° 01′ 12″ nord, 3° 59′ 48″ est |                |            |      | Image manquante Téléverser                                                 |
| Temple protestant d'Uchaud                                                         | Uchaud                              |                                                           | 43° 45′ 30″ nord, 4° 16′ 07″ est |                |            |      | Image manquante Téléverser                                                 |
| Temple de l'Église réformée de l'Uzège d'Uzès                                      | Uzès                                |                                                           | 44° 00′ 43″ nord, 4° 25′ 00″ est |                |            |      | Temple de l'Église réformée de l'Uzège d'Uzès                              |
| Église Notre-Dame-de-Bonheur-et-temple protestant de l'Espérou                     | Val-d'Aigoual                       |                                                           | 44° 05′ 35″ nord, 3° 32′ 47″ est |                |            |      | Image manquante Téléverser                                                 |
| Temple de l'Église protestante unie de France d'Ardaillers                         | Val-d'Aigoual                       |                                                           | 44° 04′ 09″ nord, 3° 41′ 34″ est |                |            |      | Image manquante Téléverser                                                 |
| Temple protestant de l'Esperou                                                     | Val-d'Aigoual                       |                                                           | 44° 05′ 36″ nord, 3° 32′ 47″ est |                |            |      | Temple protestant de l'Esperou                                             |
| Temple protestant de Taleyrac                                                      | Val-d'Aigoual                       |                                                           | 44° 03′ 46″ nord, 3° 39′ 31″ est |                |            |      | Image manquante Téléverser                                                 |
| Temple protestant de Valleraugue                                                   | Val-d'Aigoual                       |                                                           | 44° 04′ 50″ nord, 3° 38′ 35″ est |                |            |      | Temple protestant de Valleraugue                                           |
| Ancien temple protestant de Valleraugue                                            | Val-d'Aigoual                       |                                                           | 44° 04′ 51″ nord, 3° 38′ 10″ est |                |            |      | Image manquante Téléverser                                                 |
| Temple protestant de Vallérargues                                                  | Vallérargues                        |                                                           | 44° 07′ 52″ nord, 4° 21′ 02″ est |                |            |      | Image manquante Téléverser                                                 |
| Temple protestant de Vauvert                                                       | Vauvert                             |                                                           | 43° 41′ 31″ nord, 4° 16′ 33″ est | « PA30000094 » | Inscrit MH | 2012 | Temple protestant de Vauvert                                               |
| Temple de l'oratoire dit Petit temple, de l'église réformée évangélique de Vauvert | Vauvert                             |                                                           | 43° 41′ 33″ nord, 4° 16′ 20″ est |                |            |      | Image manquante Téléverser                                                 |
| Temple protestant de Gallician                                                     | Vauvert                             |                                                           | 43° 38′ 33″ nord, 4° 17′ 54″ est |                |            |      | Image manquante Téléverser                                                 |
| Temple réformé de l'église protestante unie de France de Vergèze                   | Vergèze                             |                                                           | 43° 44′ 38″ nord, 4° 13′ 05″ est |                |            |      | Temple réformé de l'église protestante unie de France de Vergèze           |
| Temple de l’Église Protestante Unie de France de Vestric-et-Candiac                | Vestric-et-Candiac                  |                                                           | 43° 44′ 28″ nord, 4° 15′ 37″ est |                |            |      | Temple de l’Église Protestante Unie de France de Vestric-et-Candiac        |
| Temple protestant de Vézénobres                                                    | Vézénobres                          |                                                           | 44° 03′ 10″ nord, 4° 08′ 11″ est |                |            |      | Temple protestant de Vézénobres                                            |
| Temple de l'église protestante unie de France de Vic-le-Fesq                       | Vic-le-Fesq                         |                                                           | 43° 52′ 14″ nord, 4° 04′ 58″ est |                |            |      | Image manquante Téléverser                                                 |
| Temple protestant de Villevieille                                                  | Villevieille                        |                                                           | 43° 47′ 17″ nord, 4° 05′ 52″ est |                |            |      | Temple protestant de Villevieille                                          |

### Église orthodoxe
| Église                                                                       | Commune             | Adresse                  | Coordonnées                      | Notice | Protection | Date | Illustration |
| ---------------------------------------------------------------------------- | ------------------- | ------------------------ | -------------------------------- | ------ | ---------- | ---- | --- |
| Église du monastère de la Protection-de-la-Mère-de-Dieu de Mas de Soulan,    | La Bastide-d'Engras |                          | 44° 06′ 49″ nord, 4° 29′ 22″ est |        |            |      | Église du monastère de la Protection-de-la-Mère-de-Dieu de Mas de SoulanMURIEL PLANTIER, « Gard : la Terre est le jardin des soeurs du monastère de Solan », Midi libre,‎ 12 décembre 2015 (lire en ligne, consulté le 19 avril 2023).,« Monastère orthodoxe de Solan, un modèle agricole basé sur le respect de la Création », sur Et si c'était possible ?, 3 avril 2017 (consulté le 19 avril 2023). |
| Église grec-orthodoxe Saint-Antoine de Nîmes                                 | Nîmes               | 573 Chem. de la Planette | à géolocaliser                   |        |            |      | Image manquante Téléverser |
| Église Monastique Orthodoxe G.O.C de la Nativité de la Mère de Dieu de Nîmes | Nîmes               | 7 Rue des Marchands      | à géolocaliser                   |        |            |      | Image manquante Téléverser |
| Église Orthodoxe de Nîmes                                                    | Nîmes               | Pass. des Marchamps      | à géolocaliser                   |        |            |      | Image manquante Téléverser |
| Église Orthodoxe Franco-Roumaine de la Sainte Rencontre de Nîmes             | Nîmes               | 718 Rue de Bouillargues  | à géolocaliser                   |        |            |      | Image manquante Téléverser |
| Église Orthodoxe Franco-Roumaine de la Sainte Rencontre de Nîmes             | Nîmes               | 718 Rue de Bouillargues  | à géolocaliser                   |        |            |      | Image manquante Téléverser |